# Festival d'Angoulême 2019
Le 46e festival international de la bande dessinée d'Angoulême s'est tenu du 24 janvier au 27 janvier 2019.
Vainqueur du grand prix en 2018, l'auteur américain Richard Corben  a réalisé l'une des trois affiches mais n'était pas présent.

## Affiches
Dans l'optique des 50 ans et pour la première fois depuis la création du festival, trois affiches ont été créées pour cette édition par trois dessinateurs de trois nationalités. Ayant en commun le thème suivant : « un autoportrait de l'artiste en enfant, découvrant la ou les bandes dessinées fondatrices de sa passion voire de sa vocation », elles sont signées par Richard Corben, Bernadette Després et Taiyō Matsumoto.

## Palmarès

### Grand prix de la ville d'Angoulême

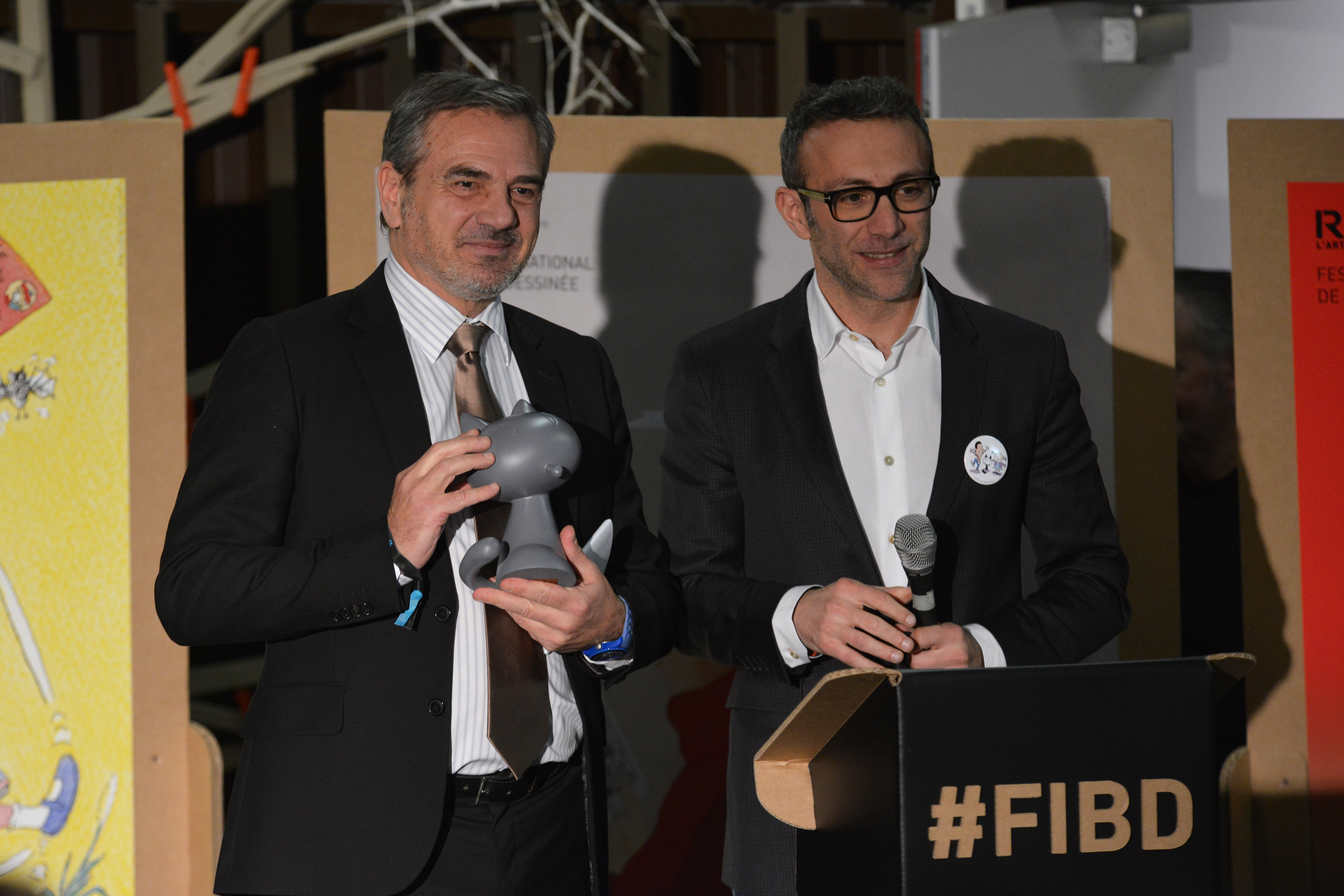
Jean Paciulli, le directeur des éditions Glénat reçoit le grand prix pour Rumiko Takahashi.

Le grand prix 2019 est la mangaka Rumiko Takahashi.
Elle a obtenu le nombre de votes le plus élevé lors du second tour du 16 au 20 janvier, avec 703 voix sur 1672 votes exprimés, soit 42 %. L'annonce a été faite le mercredi 23 janvier 2019 à l'occasion de l'ouverture officielle du Festival . En son absence, c'est Jean Paciulli, directeur général des éditions Glénat, qui a fait le discours de remerciement.
À la suite du premier tour du 8 au 13 janvier, l'ensemble des autrices et auteurs votant en ligne avaient majoritairement désigné les trois noms suivants en lice pour le grand prix :
- Emmanuel Guibert
- Rumiko Takahashi
- Chris Ware.

### Fauve d'honneur
Au début de la cérémonie d'ouverture, les organisateurs du festival ont remis un Fauve d'honneur à l'auteur américain Frank Miller, exposé dans le cadre des 80 ans de Batman.

### Prix René-Goscinny
Dévoilé le 20 novembre 2018 par Aymar du Châtenet lors de la conférence de presse de présentation, le prix a été remis à Pierre Christin en ouverture de la cérémonie de remise des prix.

Pierre Christin reçoit le prix Goscinny.
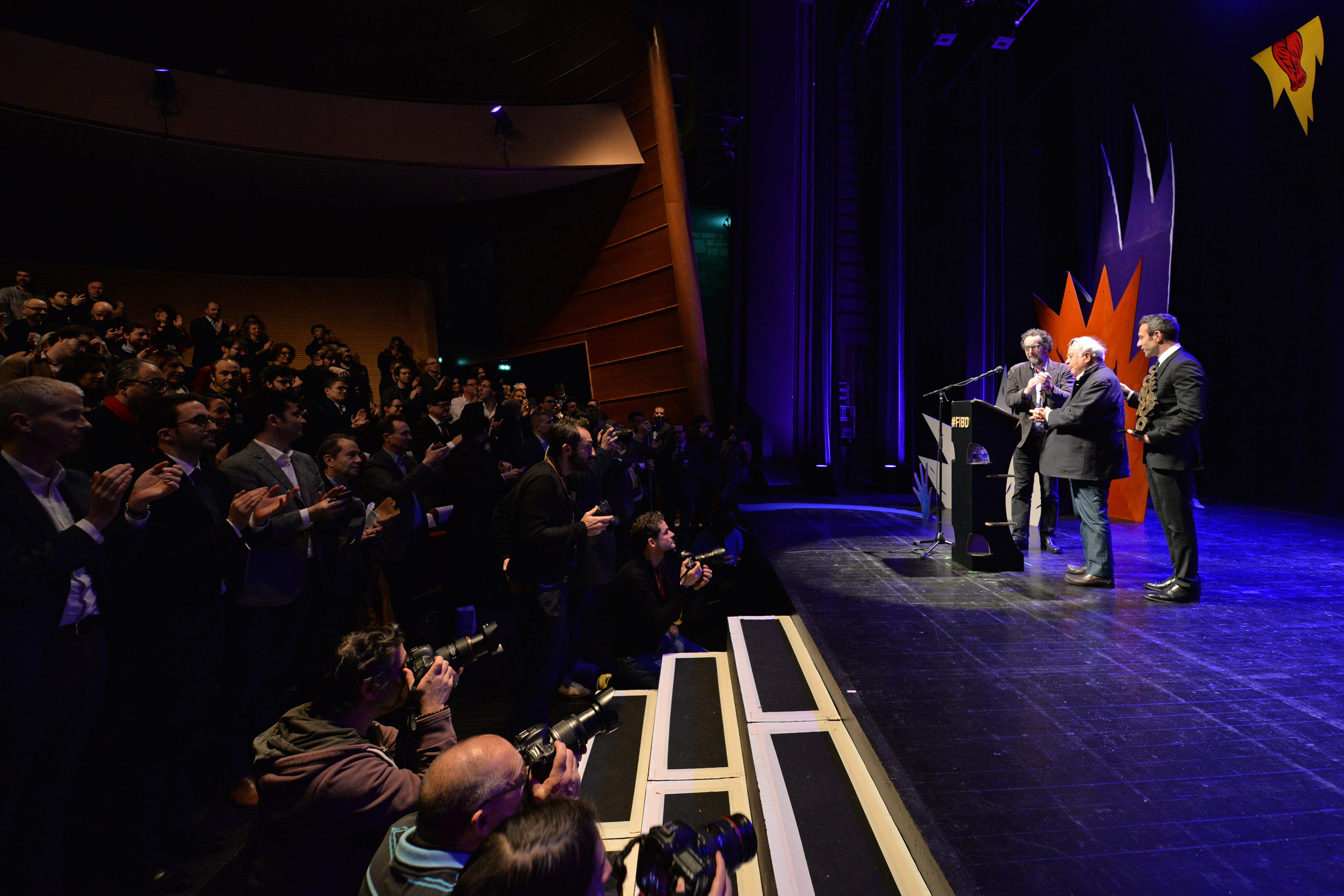
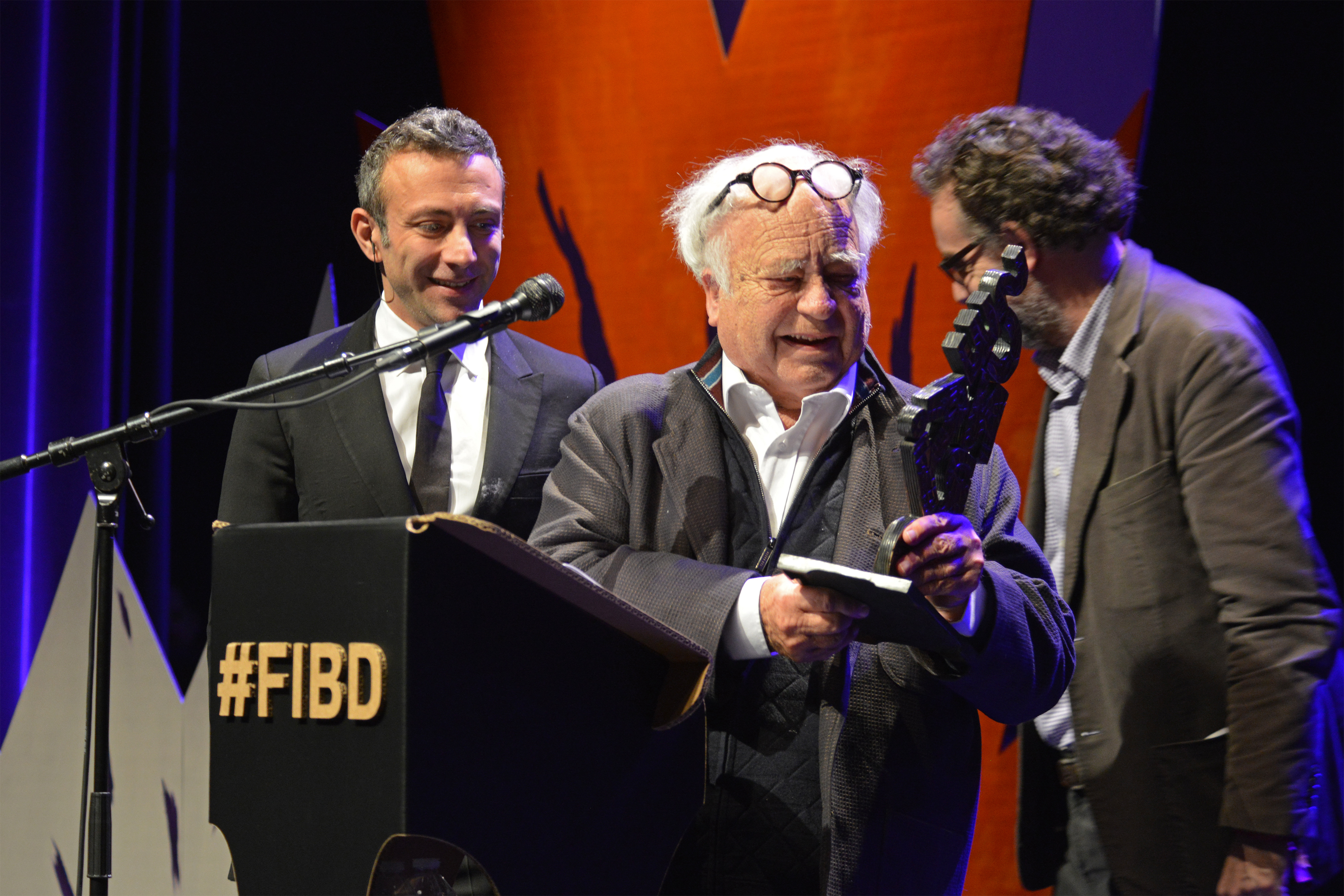
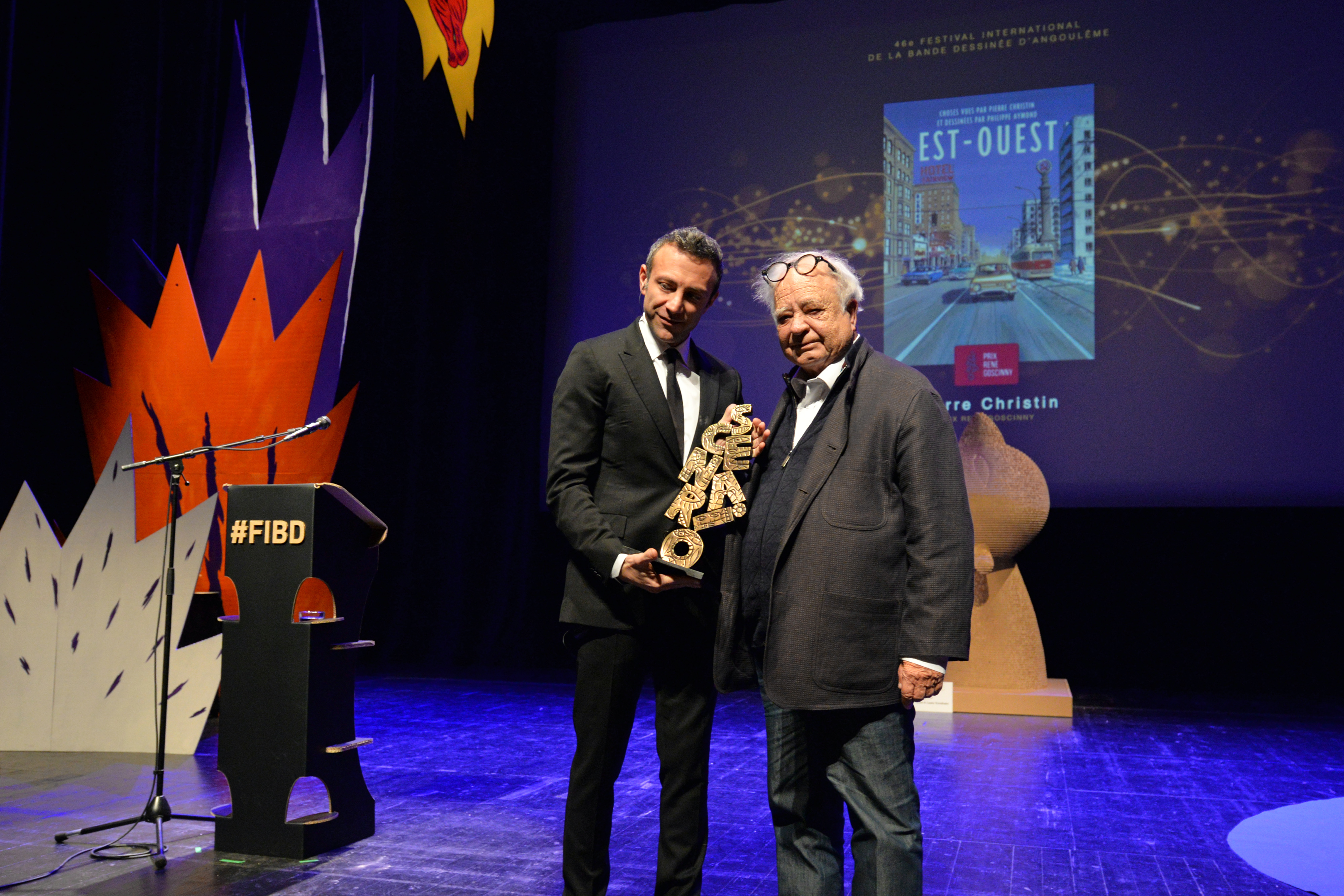
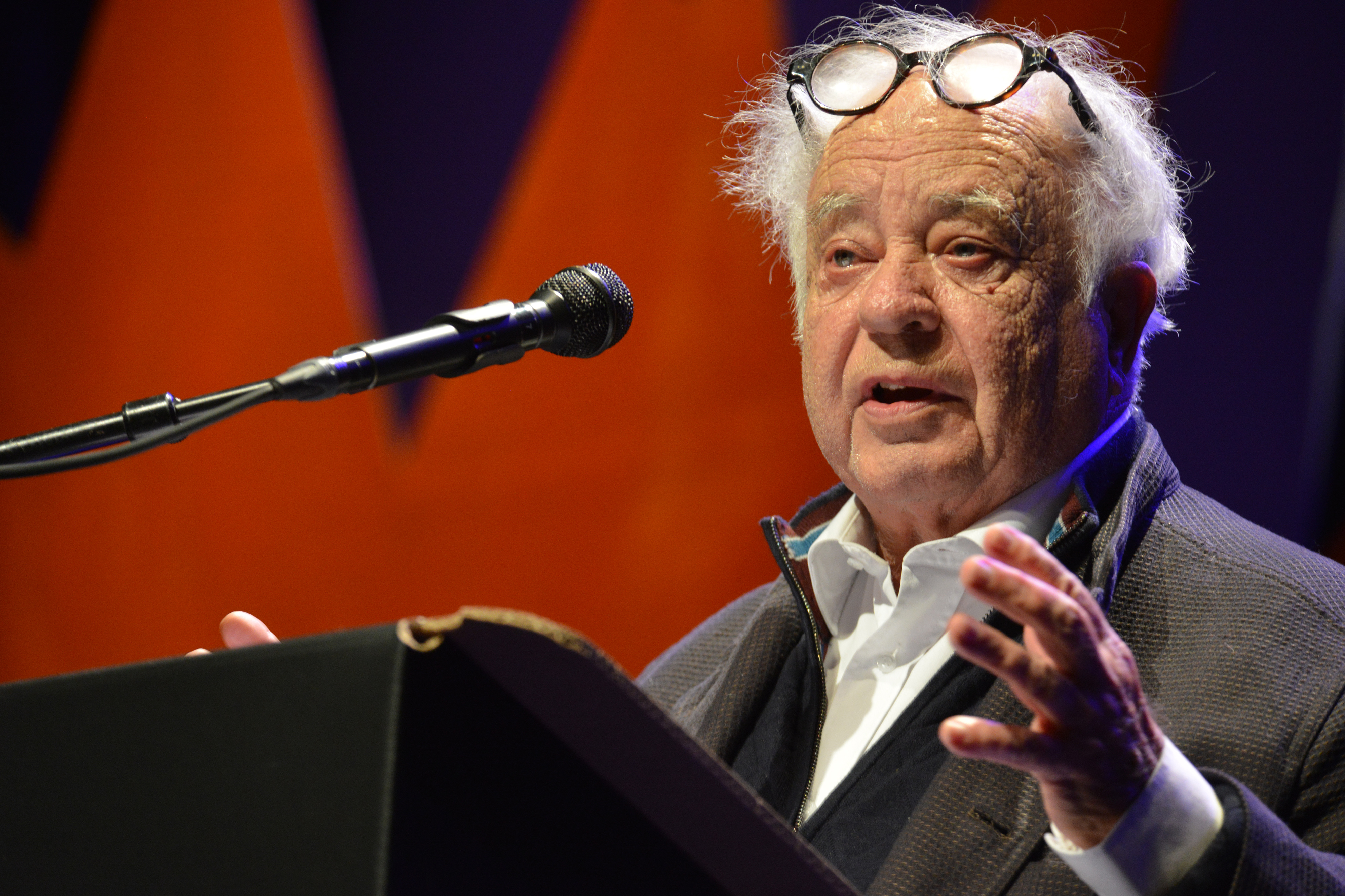

### Prix officiels

#### Grand jury

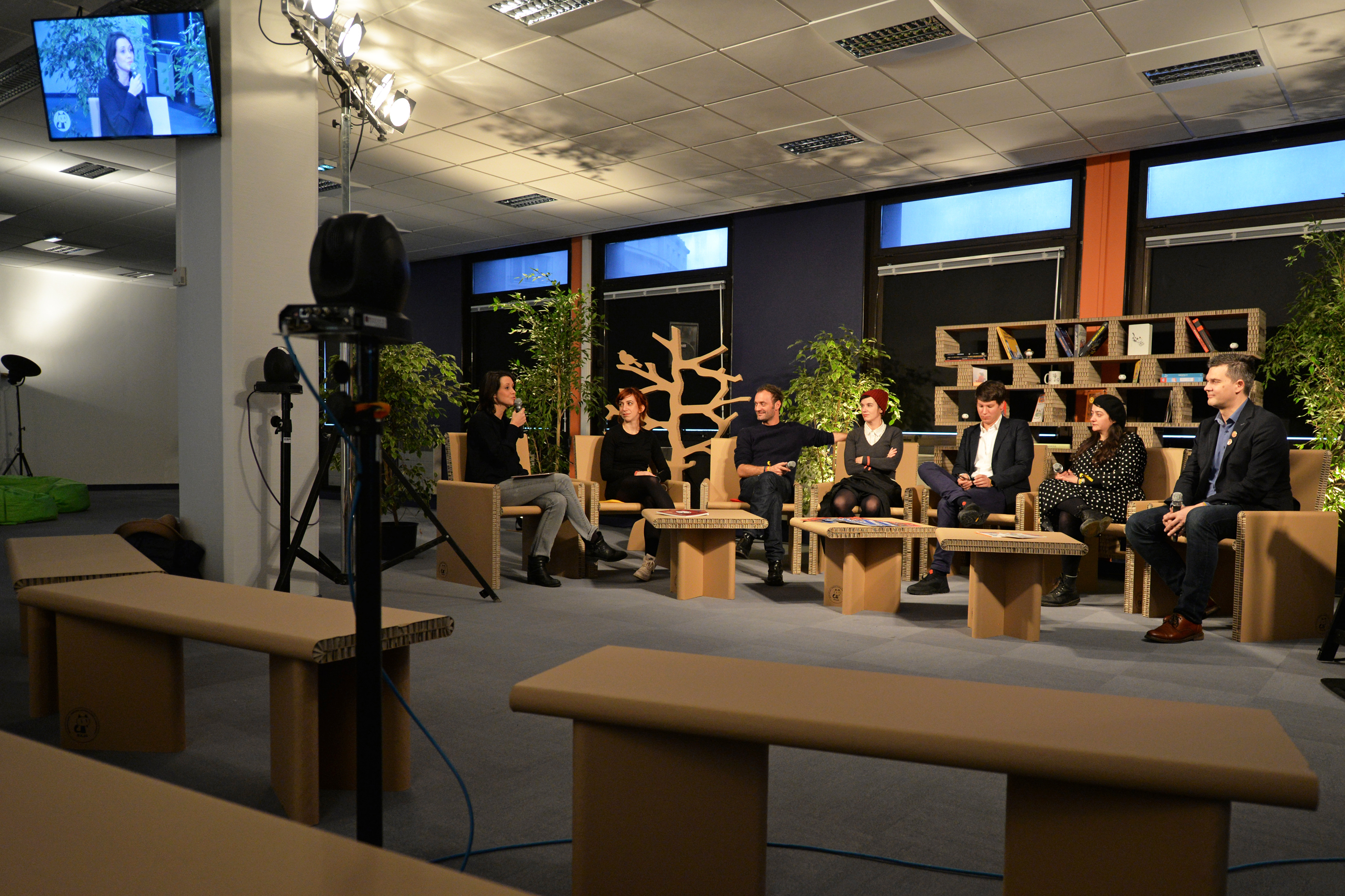
Jury du festival 2019 sur le plateau de la web TV, interrogé par Sonia Déchamps.

Présidé par l'autrice Dominique Goblet, le jury comprend également l'autrice Pénélope Bagieu, le délégué artistique de l'Orchestre de Paris Édouard Fouré Caul-Futy, l'animateur Augustin Trapenard, la journaliste Pauline Croquet et le libraire Jérôme Briot. Charlotte Le Bon, initialement annoncée, s'est ensuite désistée.

#### Palmarès officiel (Fauves d'Angoulême)
- Fauve d'or : Moi, ce que j'aime, c'est les monstres, Emil Ferris
- Prix spécial du jury : Les Rigoles, Brecht Evens
- Prix de la série : Dansker, Halfdan Pisket
- Prix révélation : Ted drôle de coco, Émilie Gleason
- Prix du patrimoine :  Les Travaux d'Hercule, Gustave Doré
- Prix Jeunesse : Le Prince et la Couturière, Jen Wang
- Fauve Polar SNCF : VilleVermine, Julien Lambert
- Prix de la bande dessinée alternative : Experimentation, collectif Samandal  avec Alex Baladi
- Prix Konishi : Thibaud Desbief pour sa traduction du manga Dead Dead Demon’s Dededededestruction d'Inio Asano[7]

Emil Ferris reçoit le Fauve d'or.
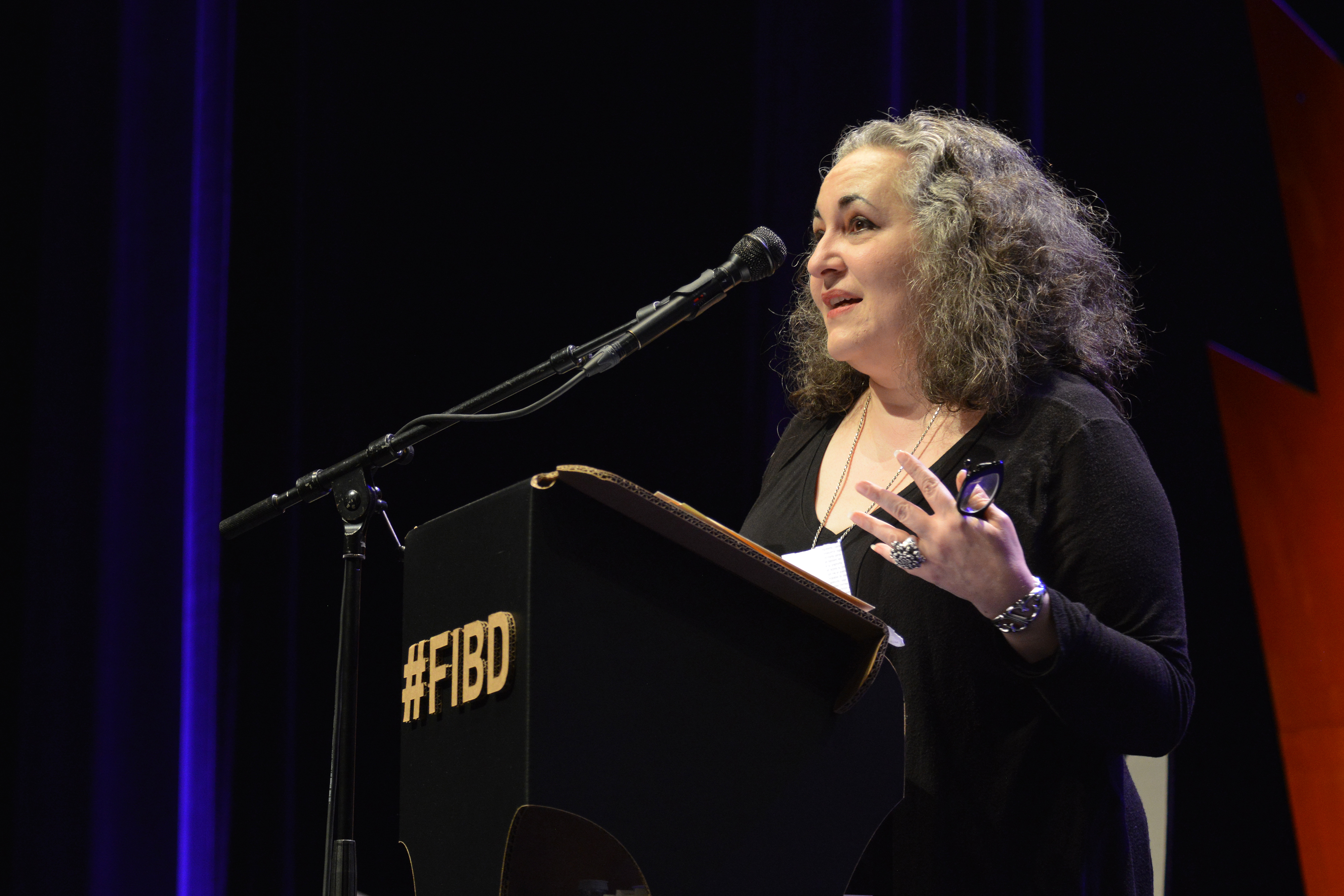
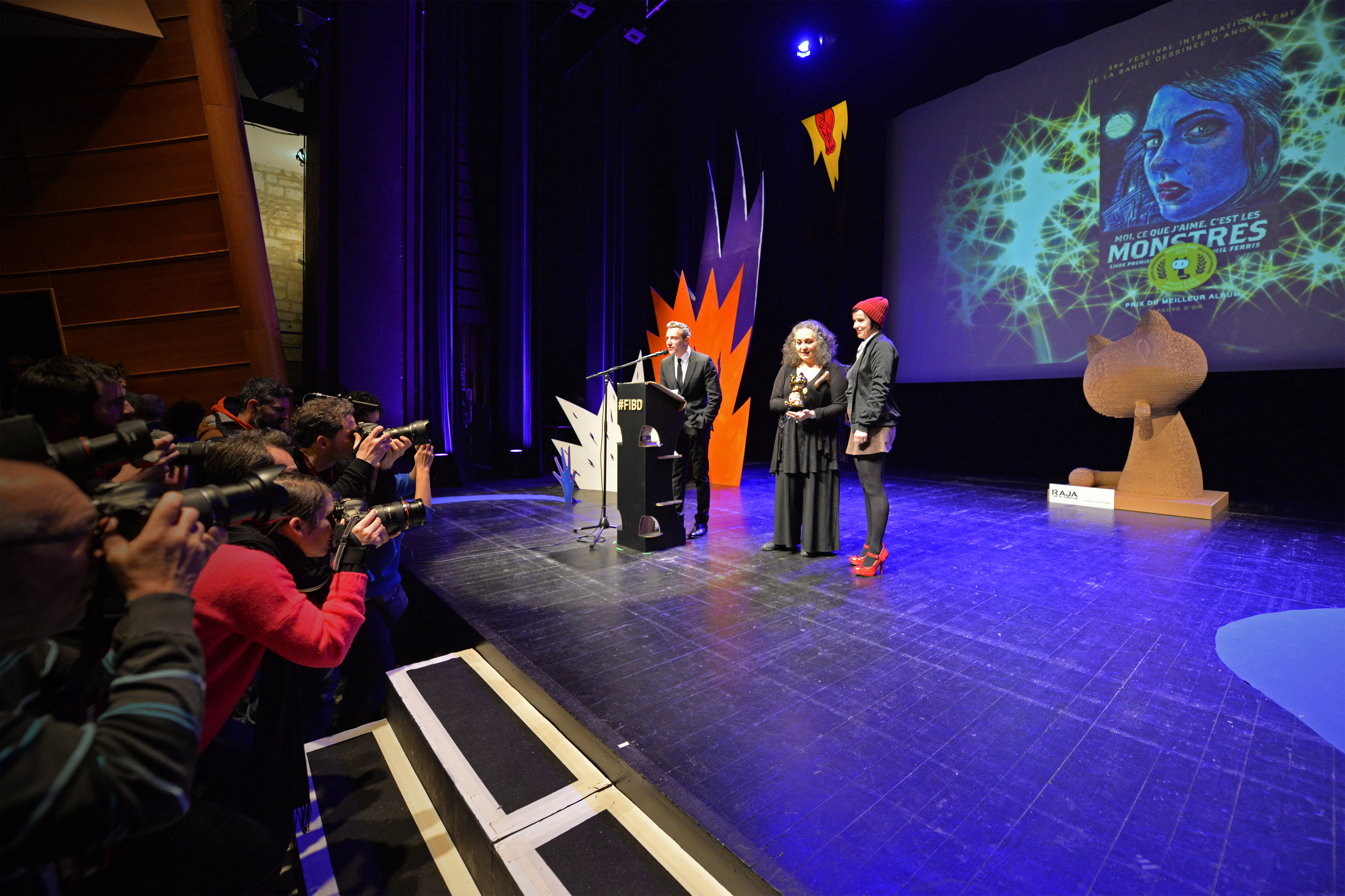
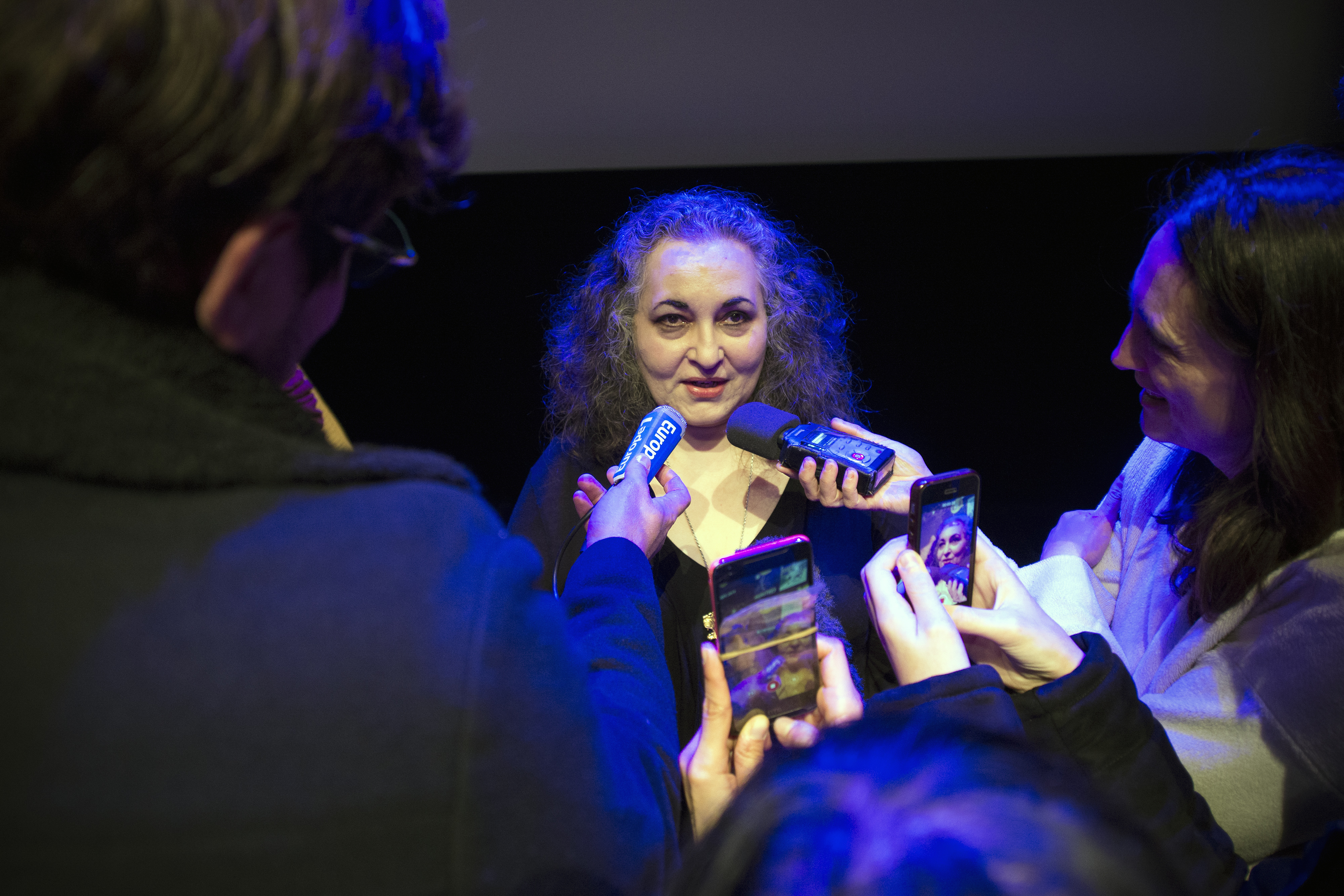

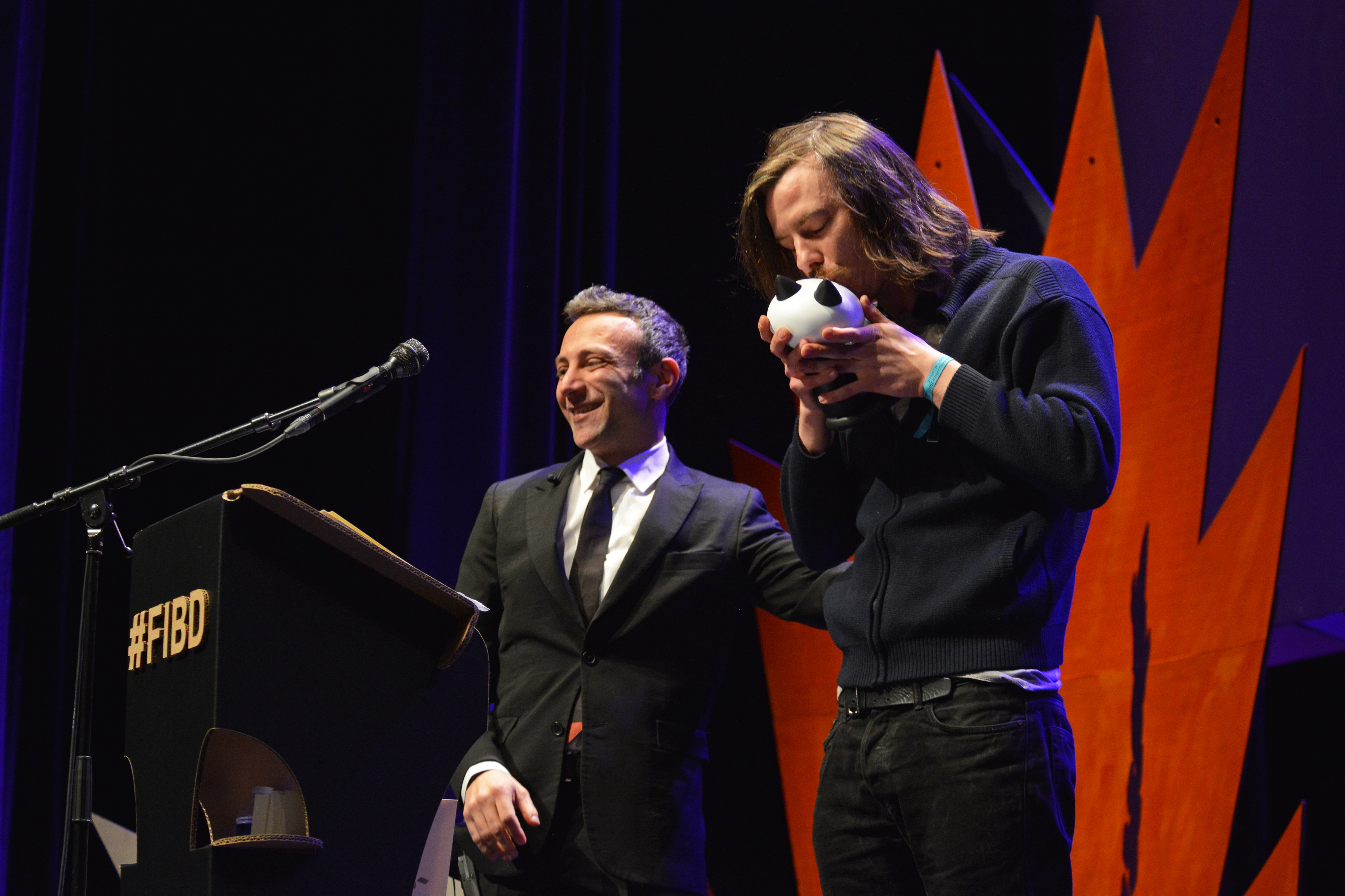
Brecht Evens
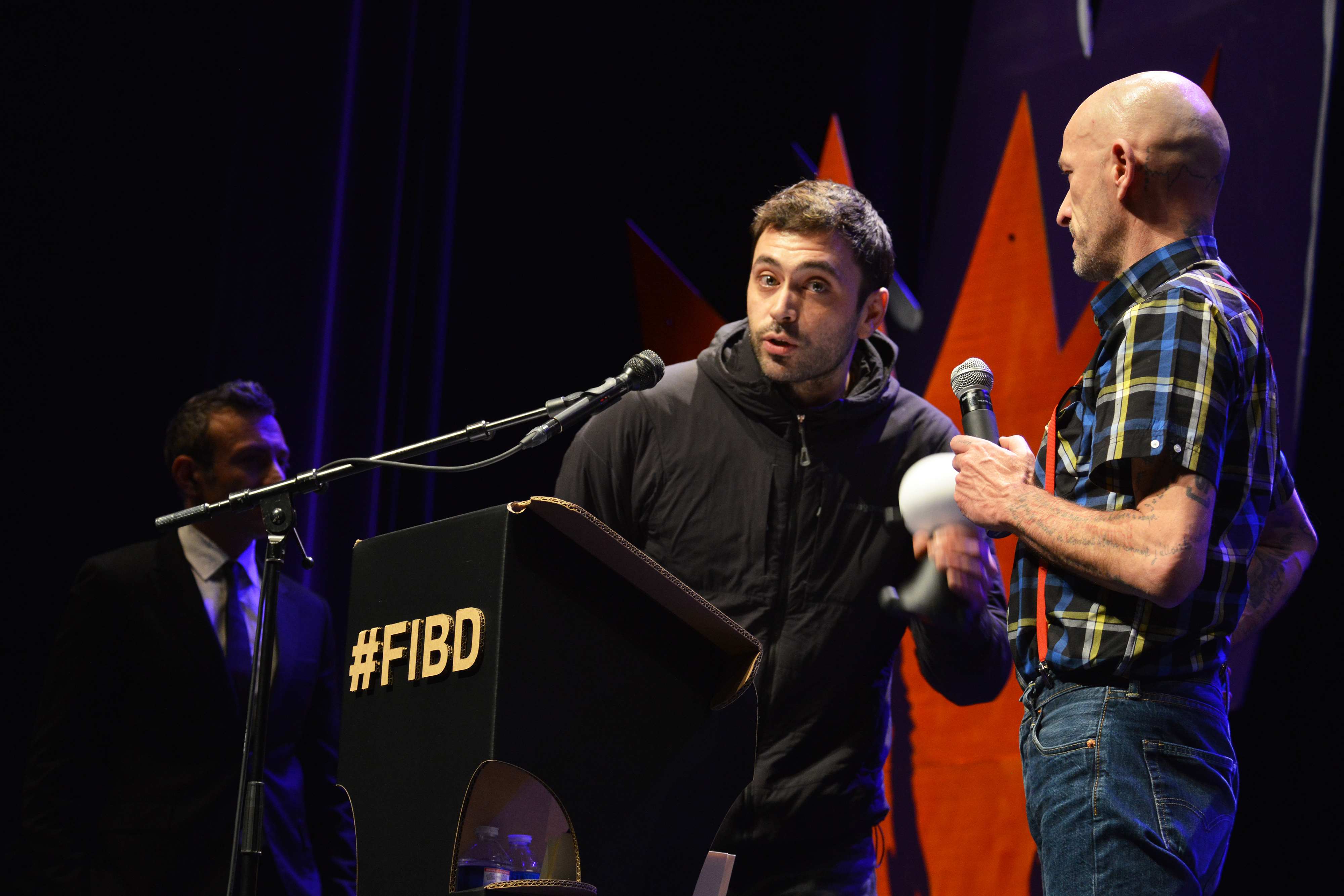
Halfdan Pisket
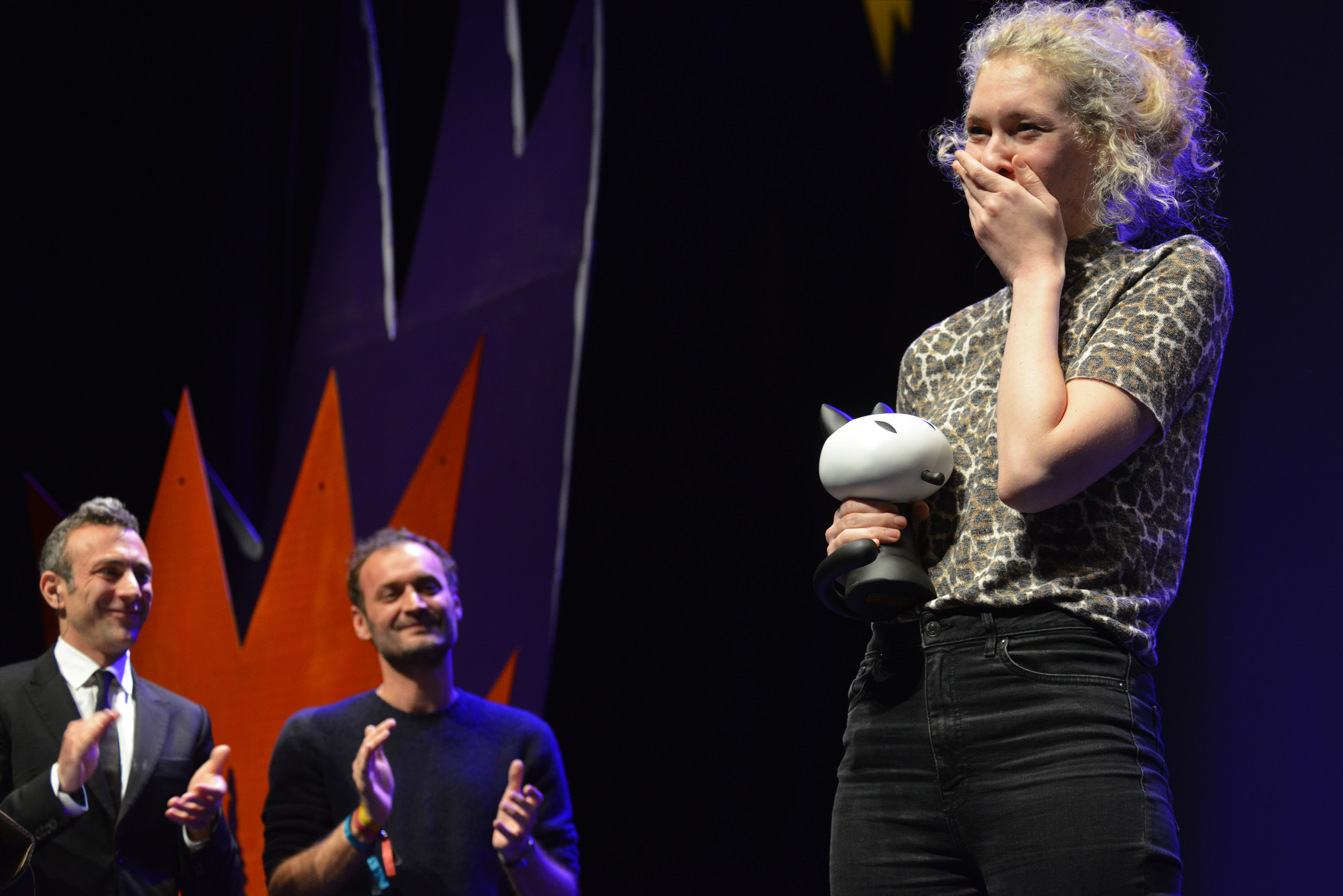
Émilie Gleason
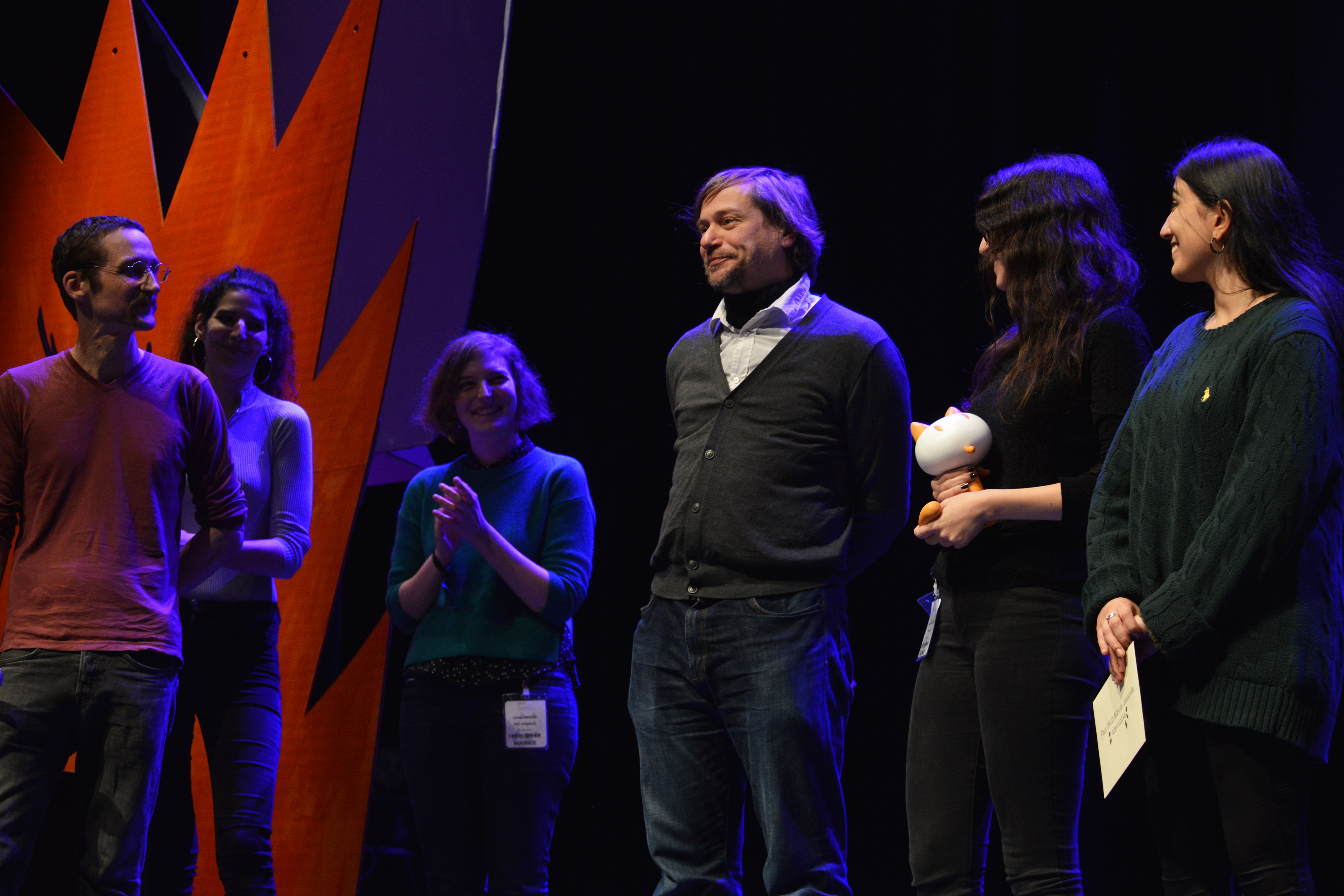
Alex Baladi
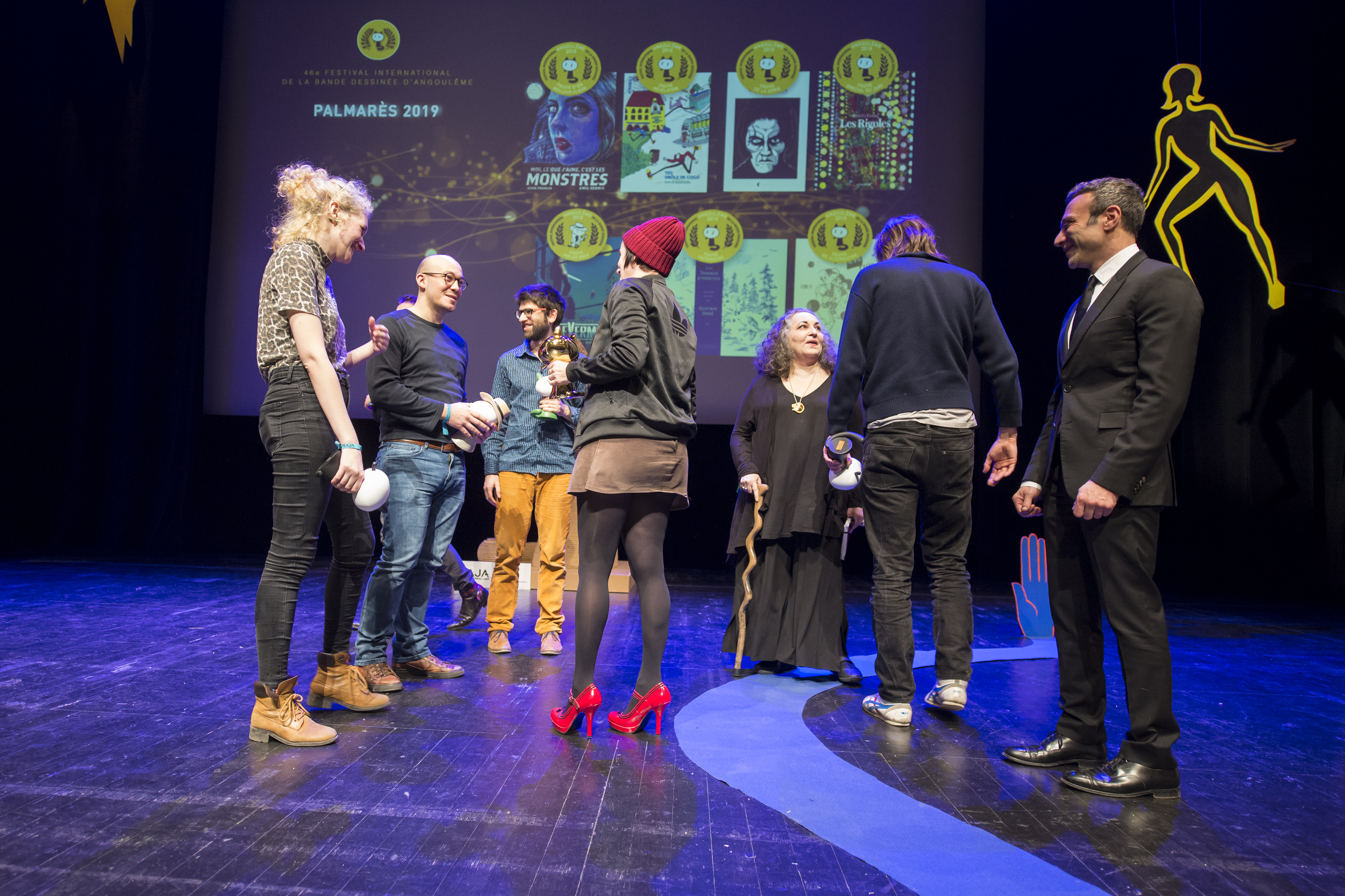
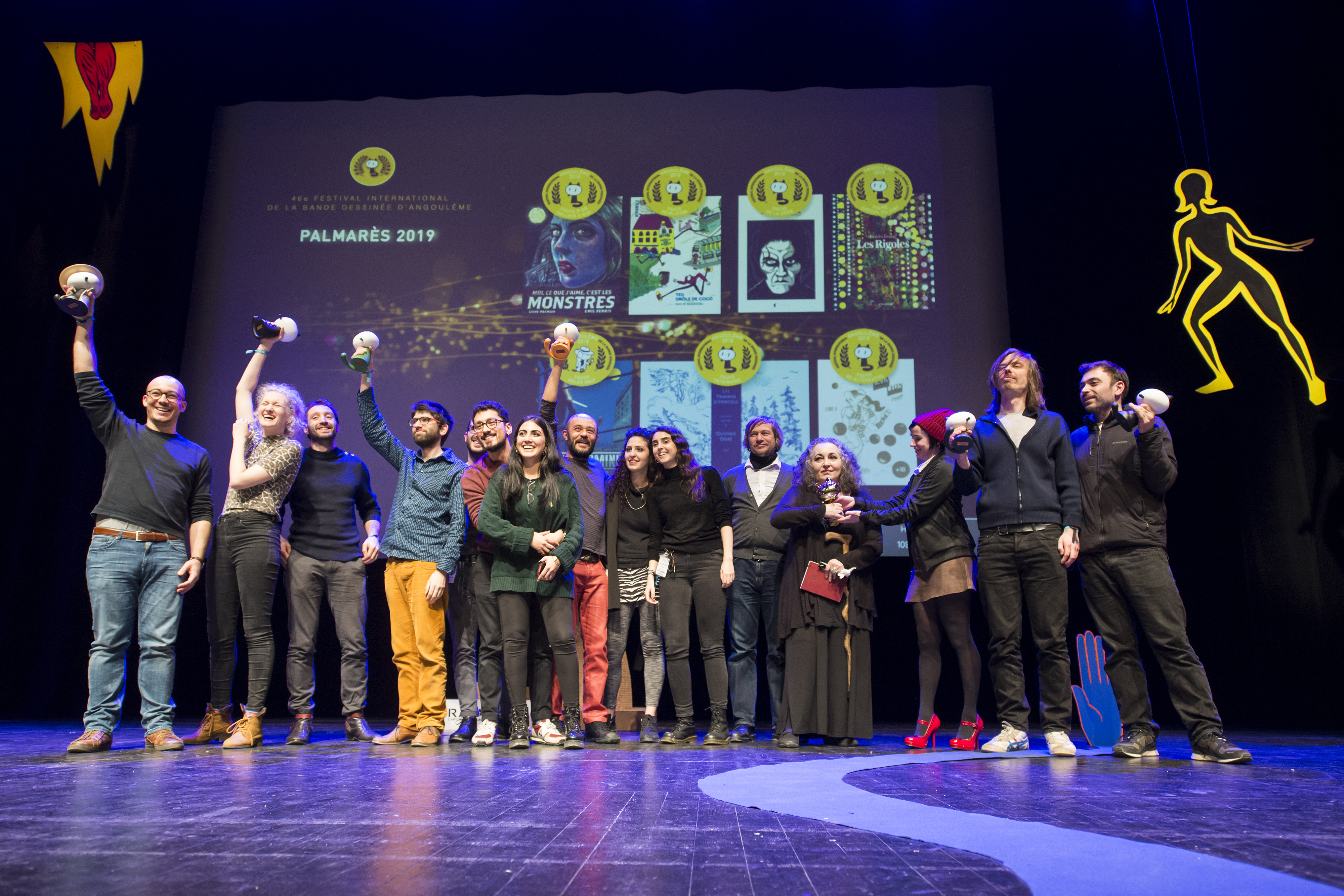

#### Compétition officielle

##### Sélection officielle
La sélection officielle compte 45 albums :
- Ailefroide, altitude 3954,  Jean-Marc Rochette et Olivier Bocquet, Casterman
- Alice dans le Sussex, Nicolas Mahler, L'Association
- Andy, un conte de faits, Typex, Casterman
- L'Arabe du futur - Tome 4 (1987-1992), Riad Sattouf, Allary éditions
- À travers, Tom Haugomat, éditions Thierry Magnier
- Bezimena, Nina Bunjevac, Ici Même
- Blue Giant, tome 3, Shin'ichi Ishizuka, Glénat
- Bolchoi Arena, tome 1 : Caelum Incognito, Boulet et Aseyn, Delcourt
- La Cantine de minuit, tome 3, Yaro Abe, Le Lézard noir
- Charlotte impératrice, tome 1 : La Princesse et l'Archiduc, Fabien Nury et Matthieu Bonhomme, Dargaud
- Les Chefs-d'œuvre de Lovecraft - Les Montagnes hallucinées Tome 1, Gō Tanabe, Ki-oon
- Chroniques du léopard, Téhem et Appollo, Dargaud
- Claudine à l'école, Lucie Durbiano, Gallimard
- Courtes distances, Joff Winterhart, Çà et là
- Dansker, Halfdan Pisket, Presque Lune
- Deux femmes, Song Aram, Çà et là
- Les Grands Espaces, Catherine Meurisse, Dargaud
- Heimat, Nora Krug, Gallimard
- Il faut flinguer Ramirez - Tome 1, Nicolas Petrimaux, Glénat
- Indélébiles, Luz, Futuropolis
- Istrati !, tome 2 : L'Écrivain, Golo, Actes Sud BD
- Kimi le vieux chien, Nylso, Misma
- Lune du matin, Francesco Cattani, Atrabile
- Malaterre, Pierre-Henry Gomont, Dargaud
- Moi, ce que j'aime, c'est les monstres, Emil Ferris, Monsieur Toussaint Louverture
- Peintures de guerre, Angel de la Calle, Otium
- Pittsburgh, Frank Santoro, Çà et là
- Pline, tome 5 : Sous les vents d'Éole, Tori Miki et Mari Yamazaki, Casterman
- Renaissance, tome 1 : Les Déracinés, Emem, Fred Duval et Frédéric Blanchard, Dargaud
- Les Rigoles, Brecht Evens, Actes Sud BD
- Royal City, tome 2 : Sonic Youth, Jeff Lemire, Urban Comics
- Sabrina, Nick Drnaso, Presque Lune
- Saltiness, tome 3, Minoru Furuya, Akata
- Servir le peuple, Yan Lianke et Alex W. Inker, Sarbacane
- Sheriff of Babylon, Tom King et Mitch Gerads, Urban Comics
- Sous la maison, Jesse Jacobs, Tanibis
- Spirou ou l'espoir malgré tout tome 1, Émile Bravo, Dupuis
- Sunny sunny Ann !, Miki Yamamoto, Pika Édition
- Ted drôle de coco, Émilie Gleason, Atrabile
- The Artist, tome 2 : Le Cycle éternel, Anna Haifisch, Misma
- Théodore Poussin, tome 13 : Le Dernier Voyage de l'Amok, Frank Le Gall, Dupuis
- Le Vol Nocturne, Delphine Panique, Cornélius
- Voyages en Égypte et en Nubie de Giambattista Belzoni, tome 2 : Deuxième voyage, Grégory Jarry, Lucie Castel et Nicole Augereau, FLBLB
- Xibalba, Simon Roussin, 2024

Quelques auteurs présents
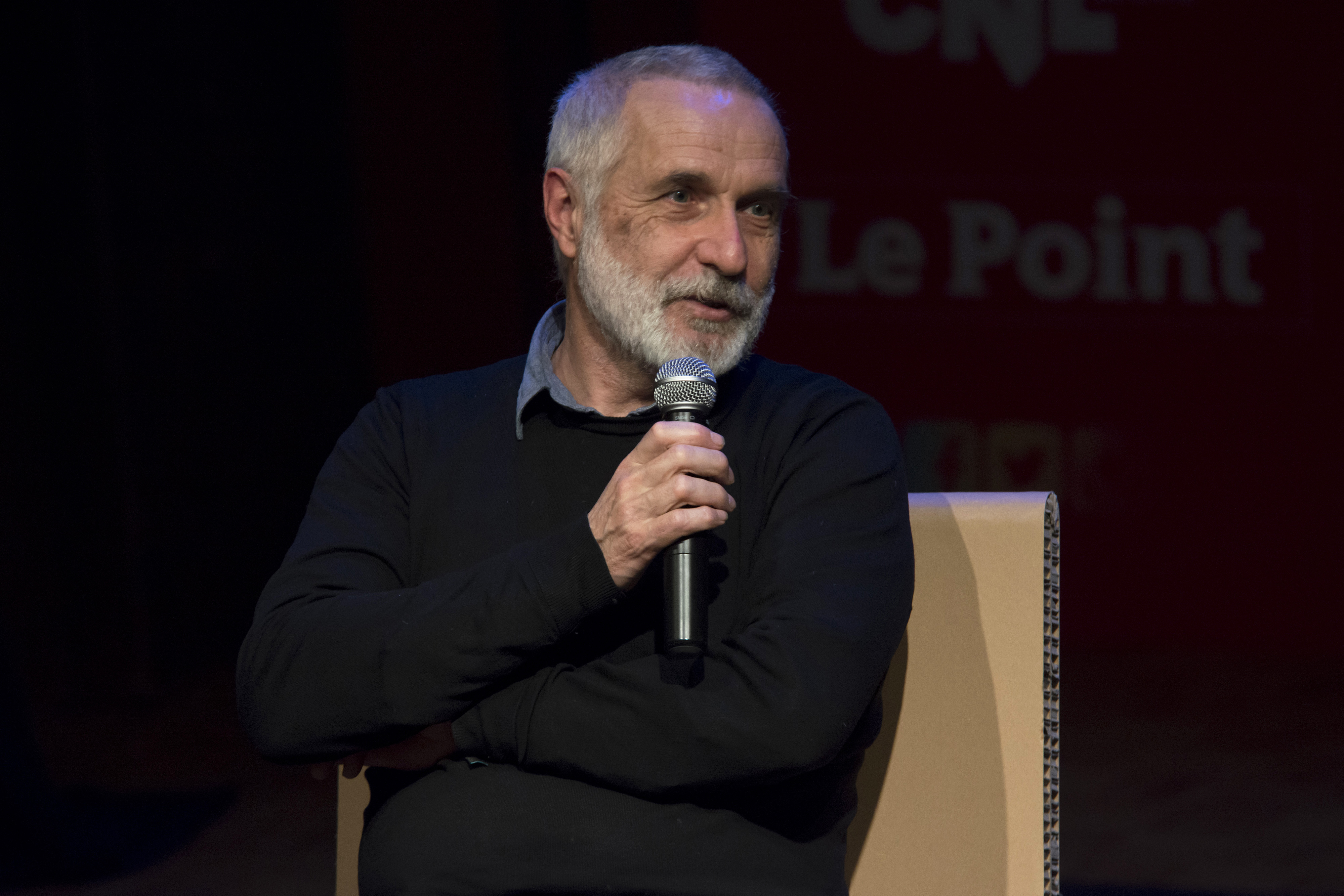
Jean-Marc Rochette
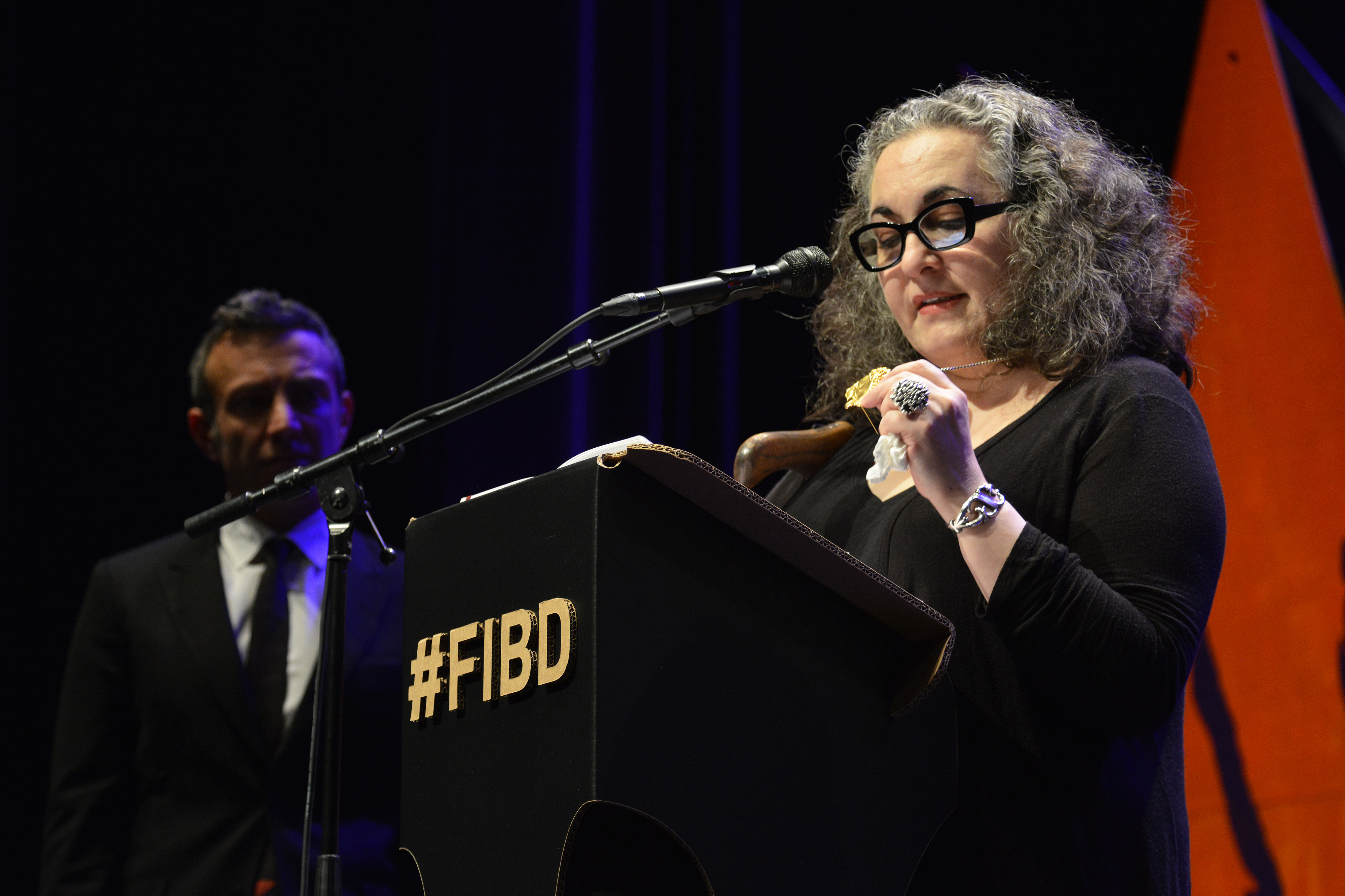
Emil Ferris
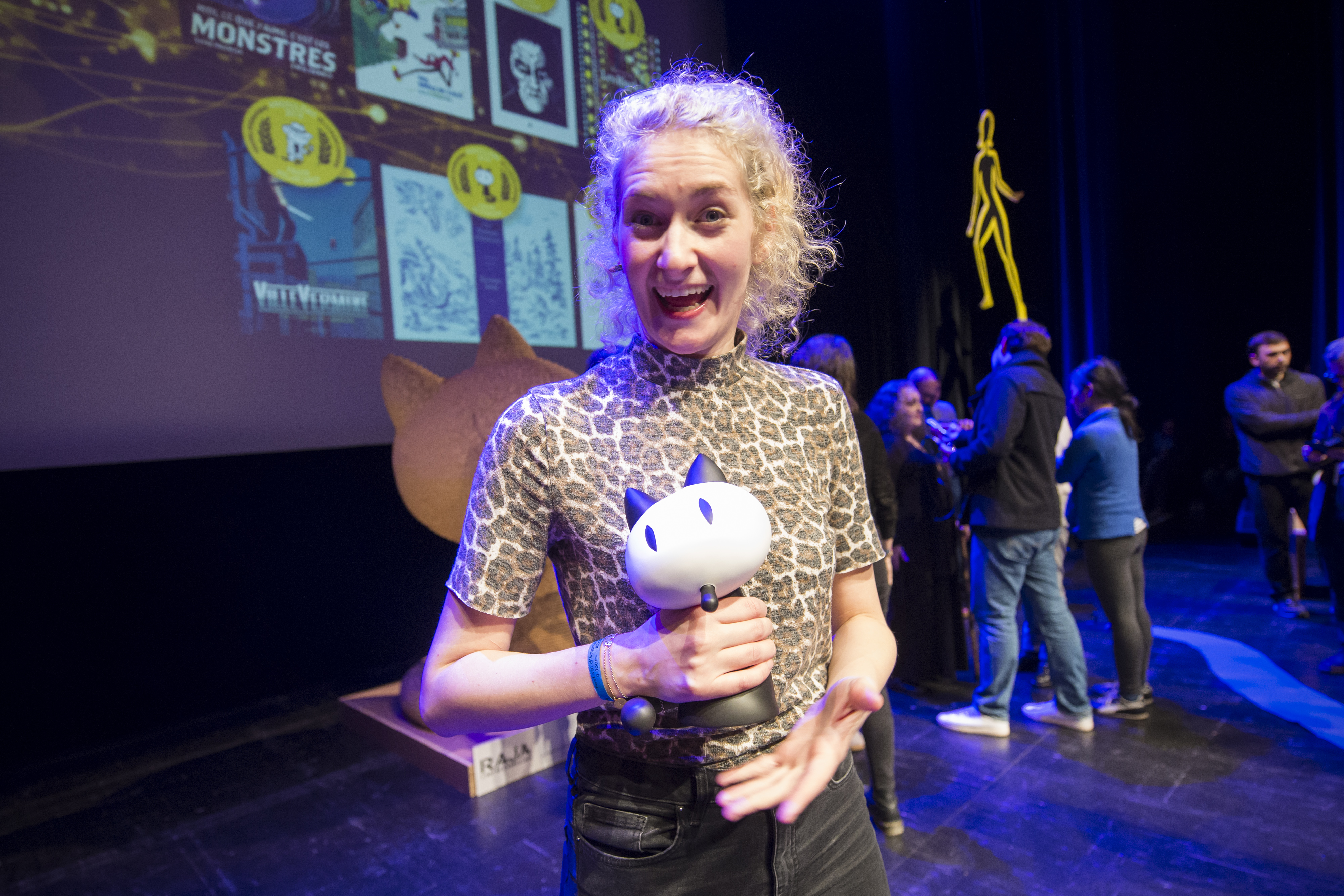
Émilie Gleason
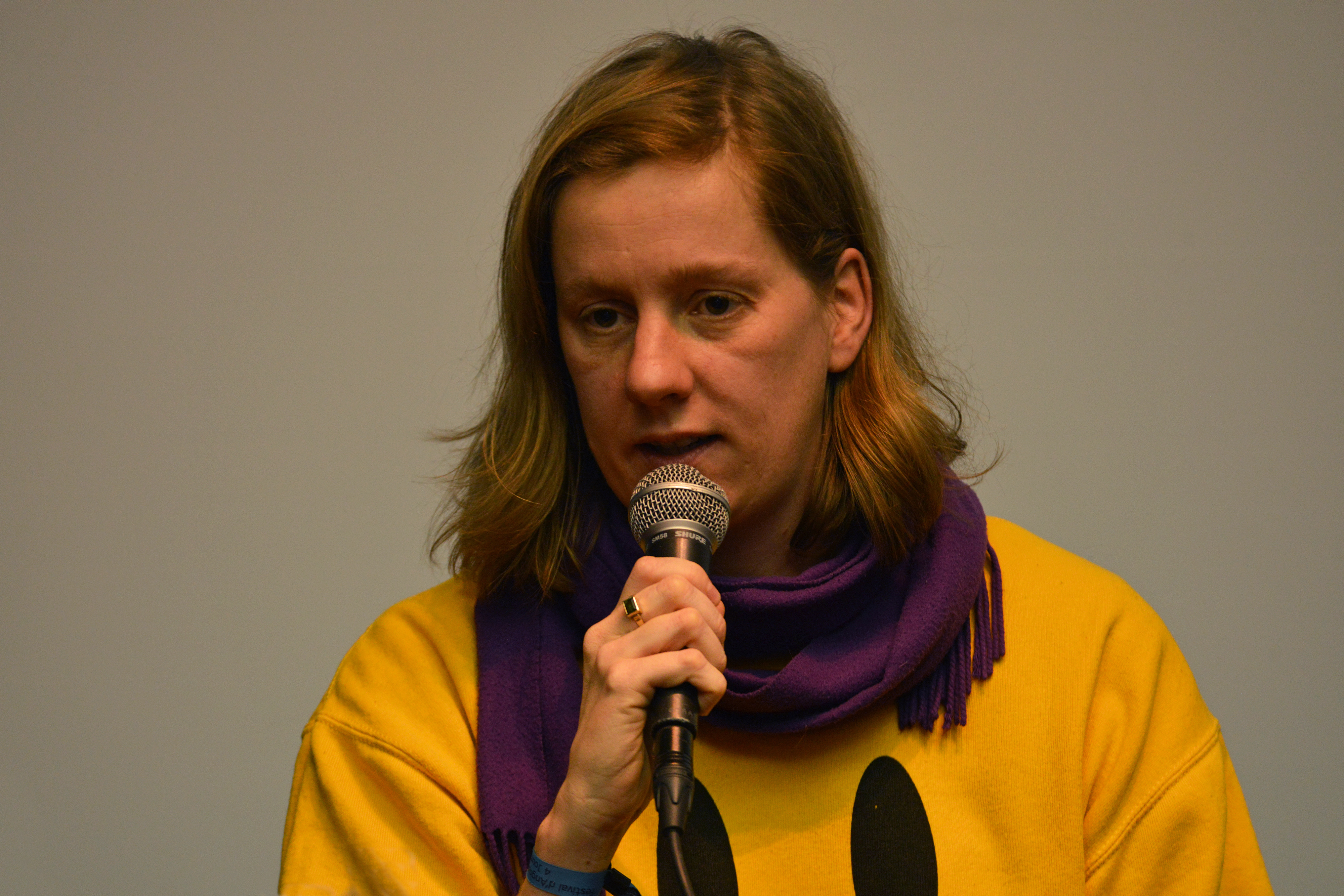
Anna Haifisch
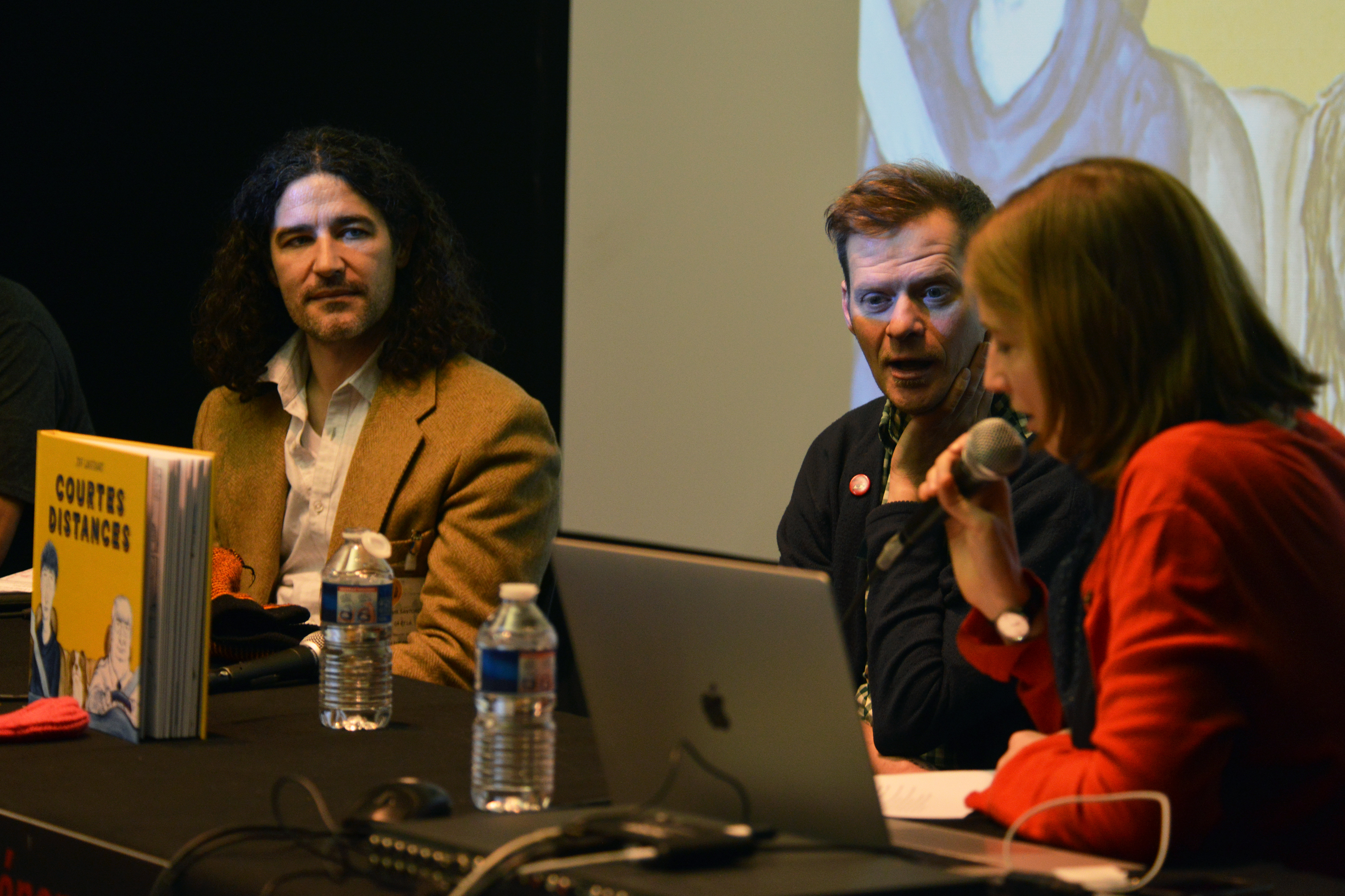
Frank Santoro et Joff Winterhart
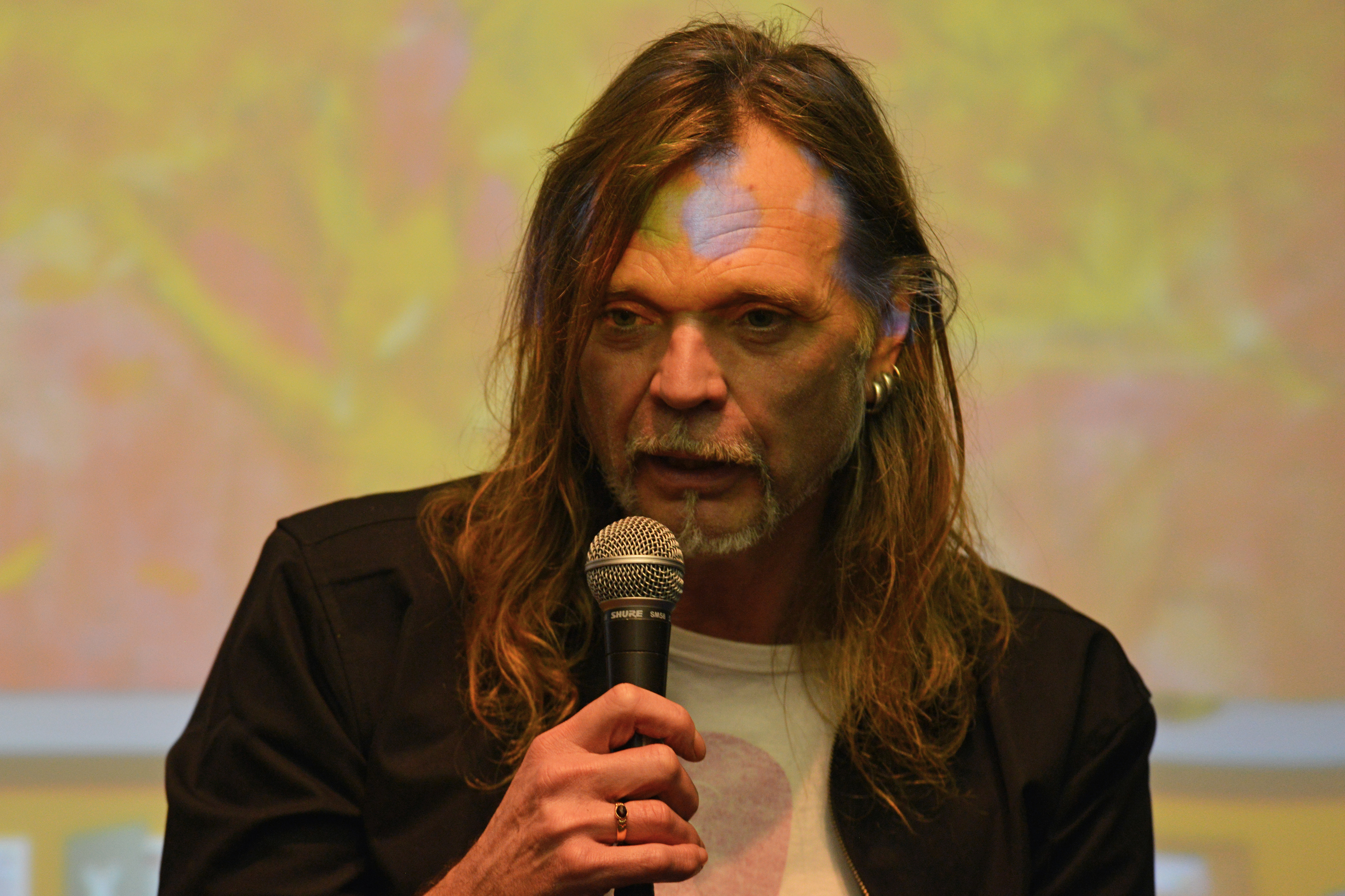
Typex
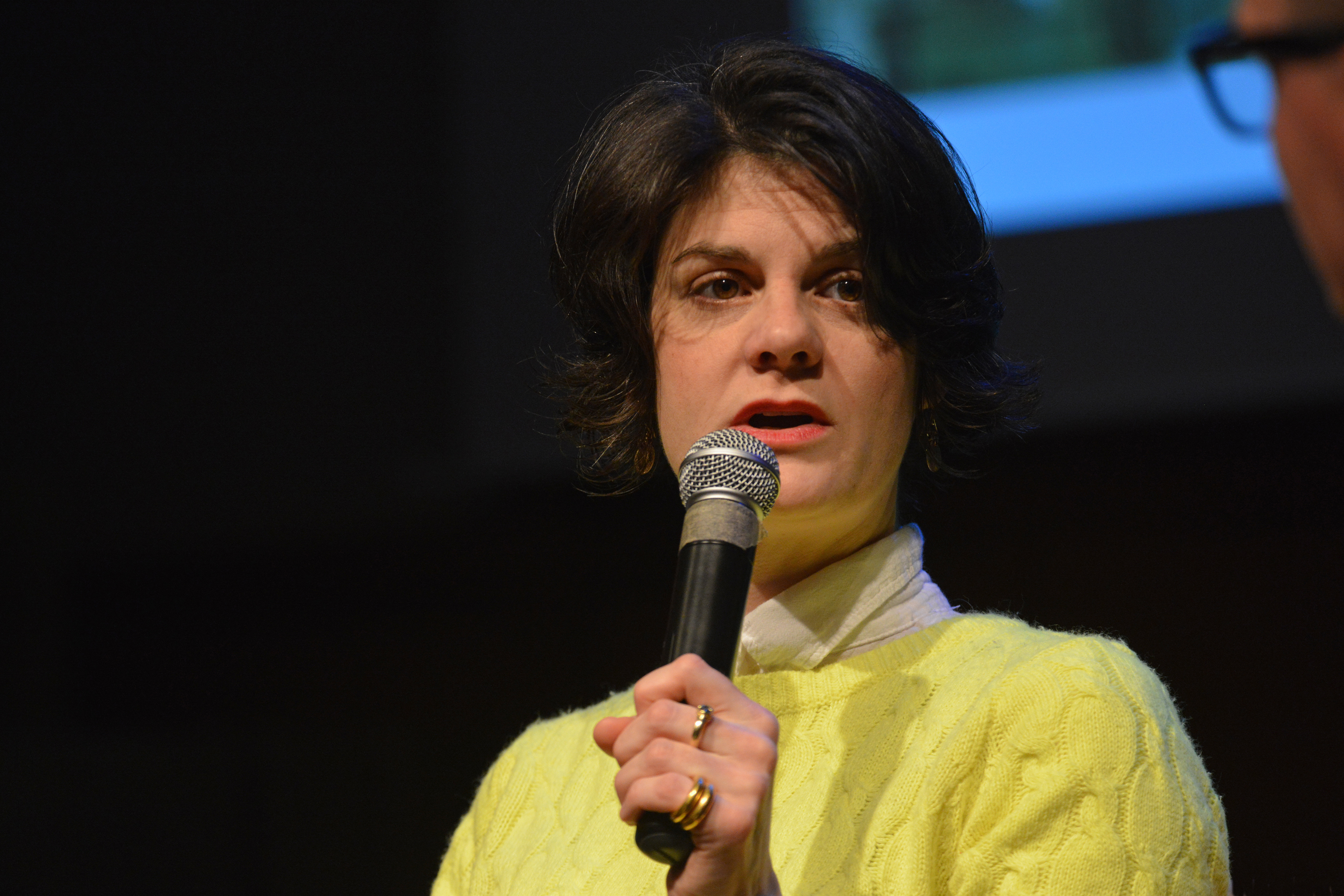
Nora Krug

##### Sélection Patrimoine

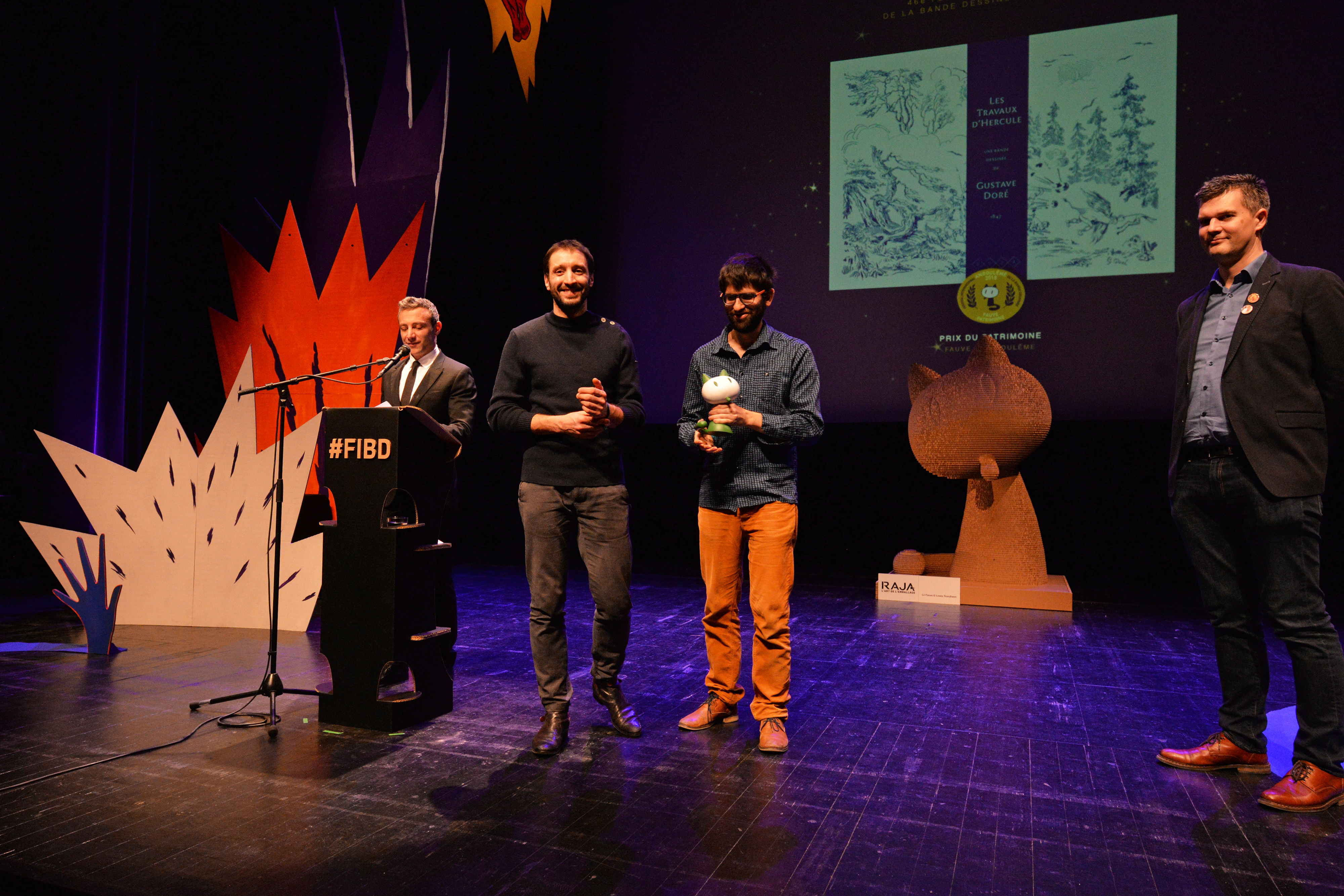
Les éditeurs de 2024 avec le Fauve Patrimoine.

- Batman, la légende, Neal Adams, Urban Comics
- Charivari, Maki Sasaki, Le Lézard noir
- Le Cœur révélateur et autres histoires extraordinaires, Alberto Breccia, Rackham
- Idée, Frans Masereel, Éditions Martin de Halleux
- M. Poche, Alain Saint-Ogan, Éditions Revival
- Œuvres - Tome 1, Guido Buzzelli, Les Cahiers dessinés
- Les Travaux d'Hercule, Gustave Doré, Éditions 2024

##### Sélection Jeunesse

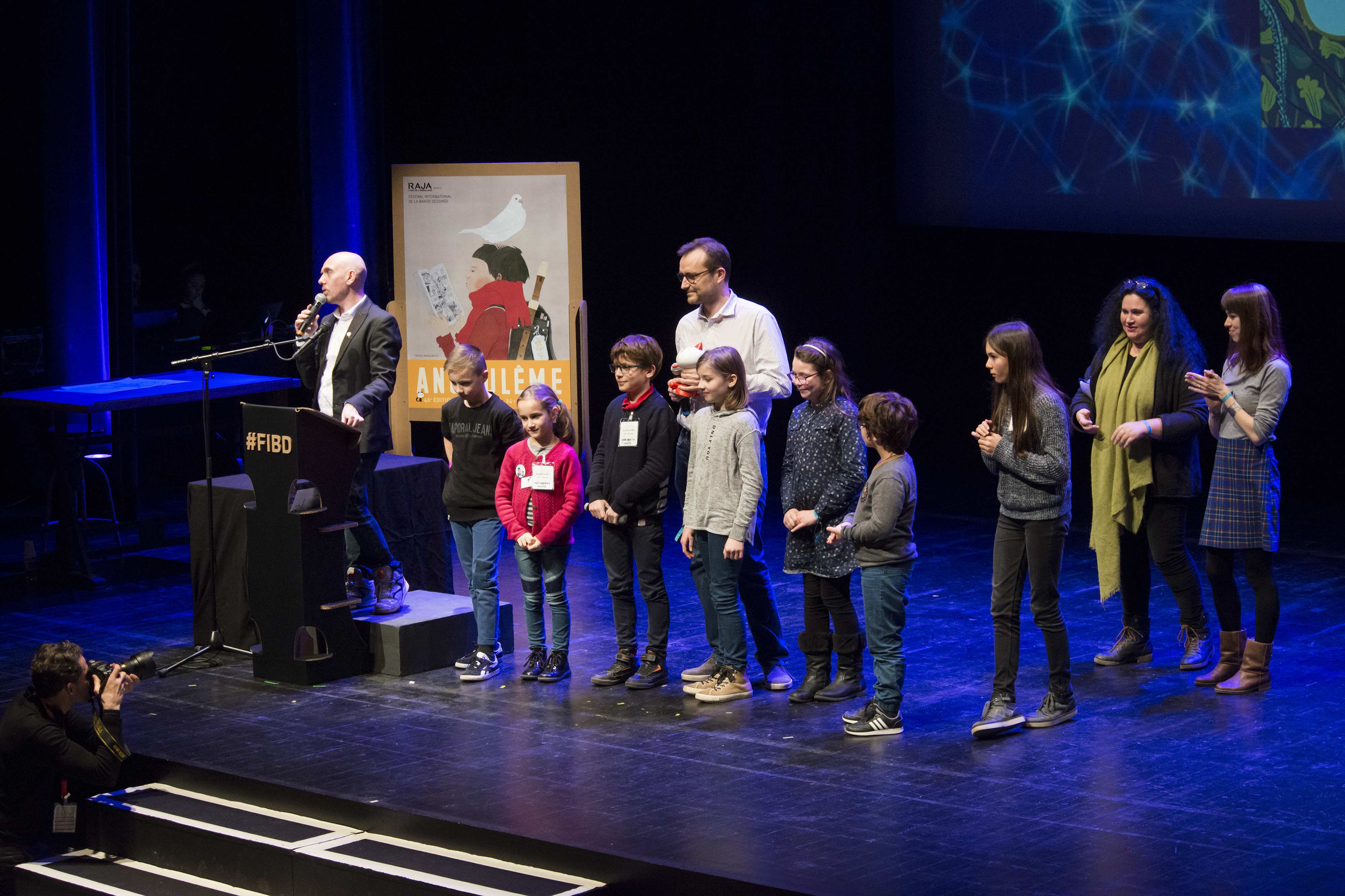
L'éditeur français de Jen Wang reçoit le Fauve pour Le Prince et la Couturière.

- Anders et le volcan, Gregory MacKay, The Hoochie Poochie
- L'Atelier des sorciers, tome 1, Kamome Shirahama, Pika Édition
- Les Aventures de Hong Kiltong, Yoon-Sun Park, Misma
- Calfboy, Rémi Farnos, La Pastèque
- Les Cavaliers de l'Apocadispe maîtrisent la situation, Libon, Dupuis
- Crevette, Élodie Shanta, La Pastèque
- Le Prince et la Couturière, Jen Wang, Akileos
- Stig & Tilde - L'île du disparu, Max de Radiguès, Éditions Sarbacane
- The Amazing World of Gumball, Collectif, Urban Comics
- Wonder Pony - Panique au collège, Marie Spénale, Jungle

##### Sélection Polar SNCF

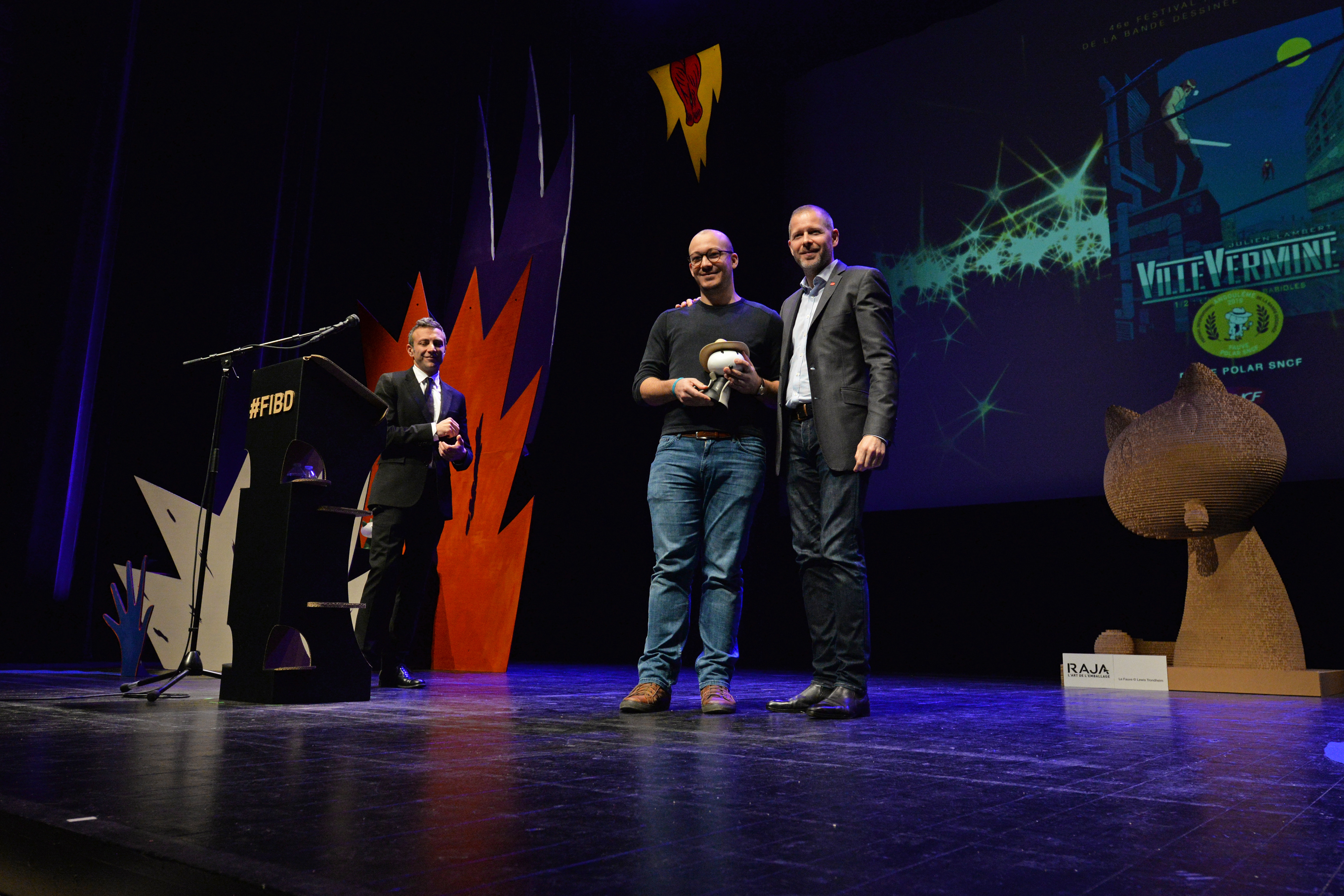
Julien Lambert avec le Fauve Polar SNCF.

- Gramercy Park, Christian Cailleaux et Timothée de Fombelle, Gallimard
- Kill my mother, Jules Feiffer, Actes Sud BD
- The Fix - De l'or pour les branques, Steve Lieber et Nick Spencer, Urban Comics
- VilleVermine - L'Homme aux babioles, Julien Lambert, Éditions Sarbacane
- Les Visés, Thomas Gosselin et Giacomo Nanni, Cambourakis

##### SélectionPrix du public Cultura
Fin 2018, l'attribution du prix est « suspendue » faute de sponsor.

#### Prix découvertes
Les lauréats sont :
- Prix des écoles d'Angoulême : La Boîte à musique t. 1 de Gijé et Carbone, Dupuis
- Prix des collèges : La Brigade des cauchemars t. 1 de Franck Thilliez (scénario), Yomgui Dumont (dessin) et Drac (couleurs), Jungle
- Prix des lycées : Il faut flinguer Ramirez de Nicolas Pétrimaux, Glénat

Lauréats des prix découvertes et scolaire
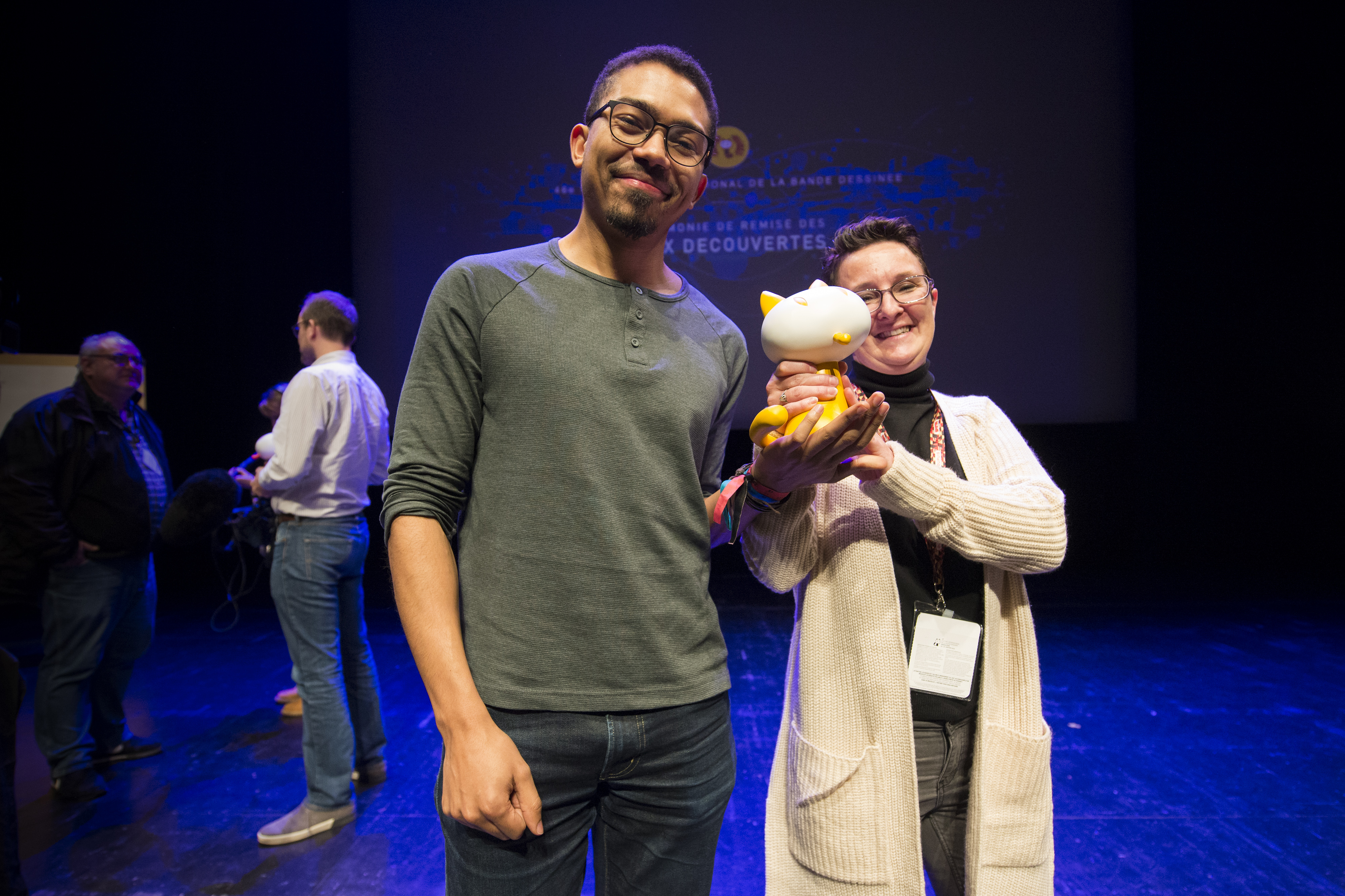
Gijé et Carbone avec le Fauve du prix des écoles.
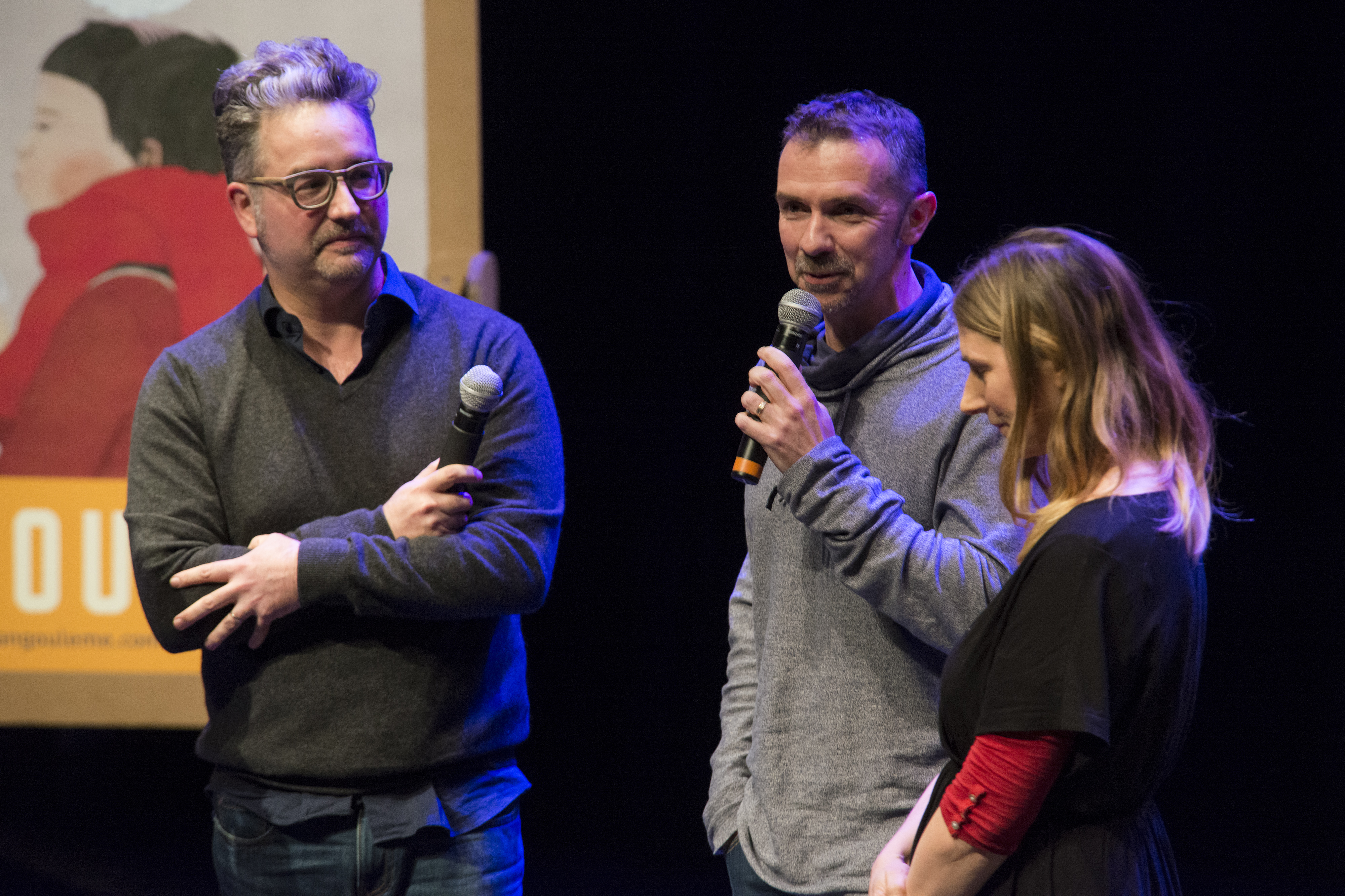
Yomgui Dumont Franck Thilliez et Drac
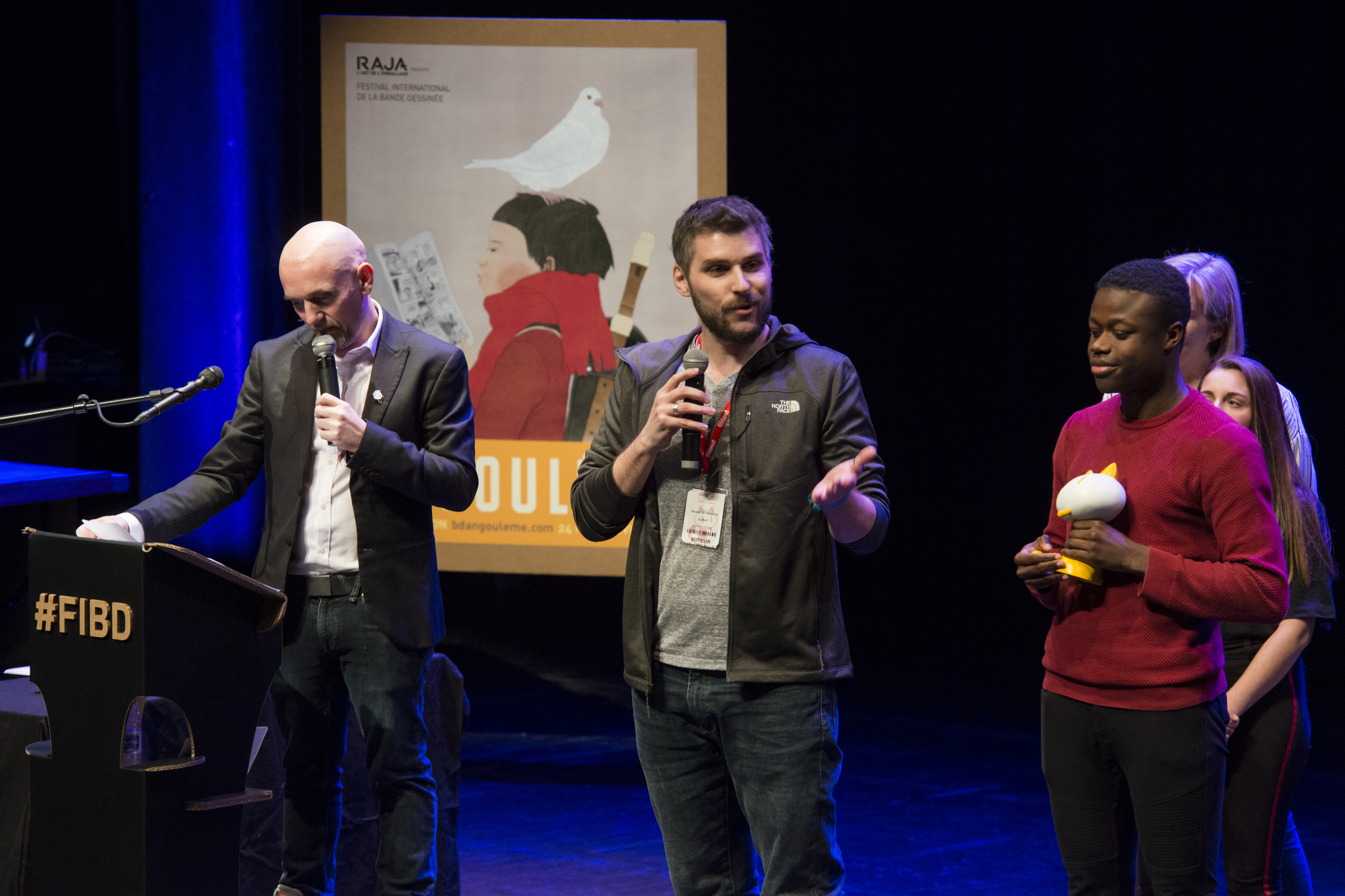
Nicolas Pétrimaux
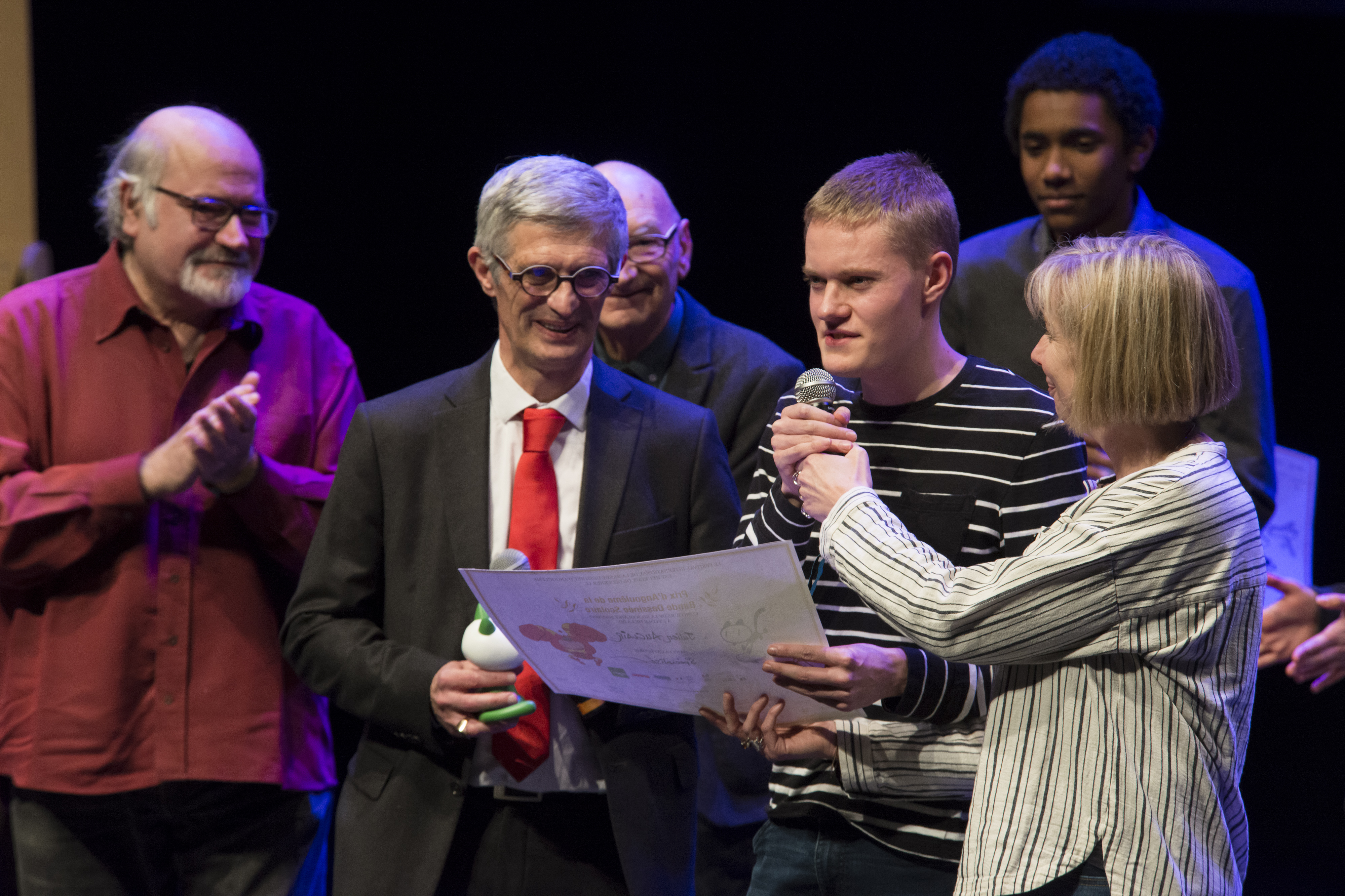
Julien Auclair, lauréat du prix scolaire
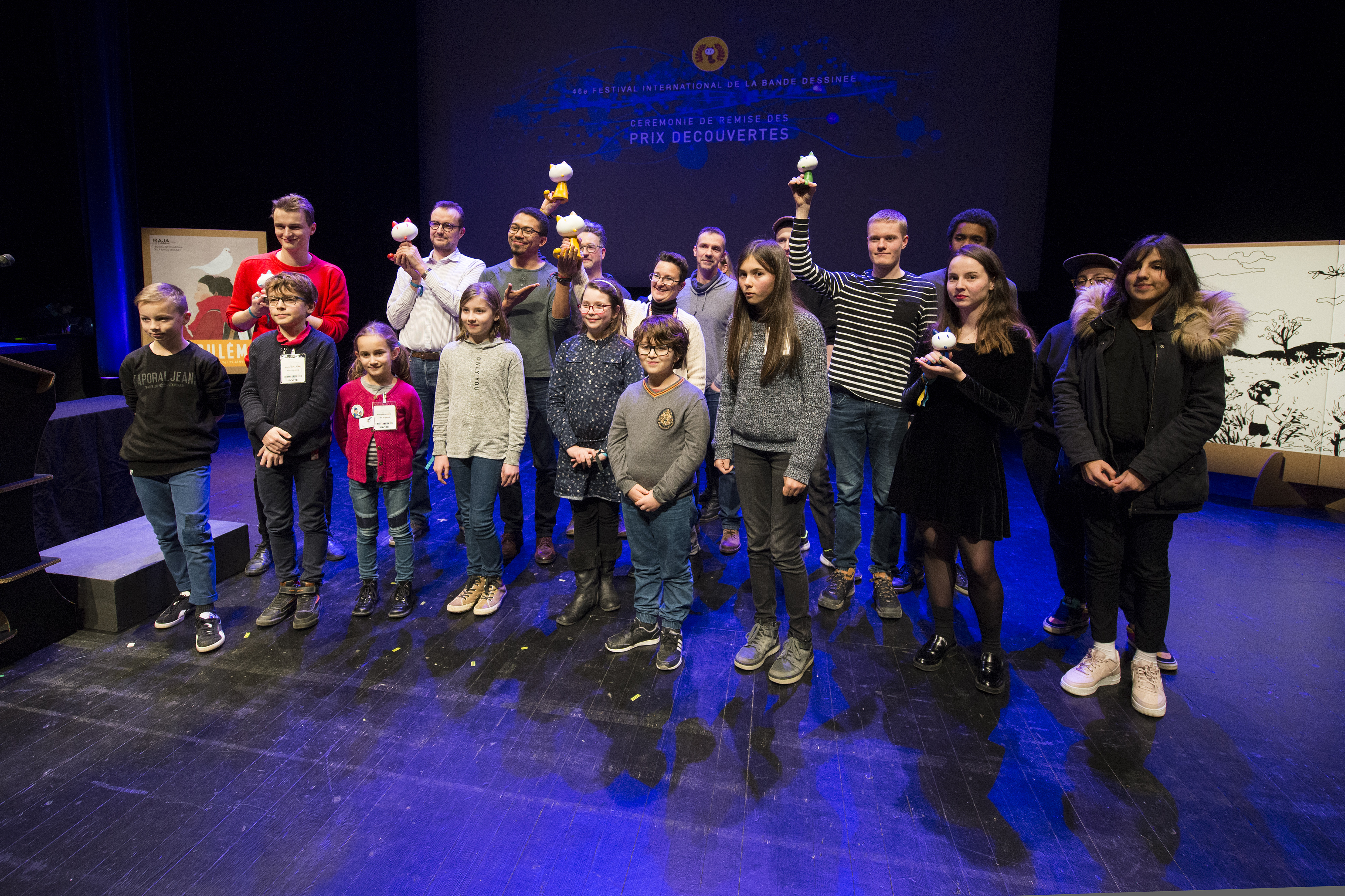
L'ensemble des lauréats.

#### Concours de la BD scolaire
- Prix d'Angoulême : Jap vu par Jap de Julien Auclair
- Prix Espoir : Le fruit du hasard de Thomas Ouedraogo
- Prix Scénario : C’était une blague de Fela Maazou
- Prix Graphisme : Skate or Die (and swallow your pride) de Louise Moitessier

## Autres prix

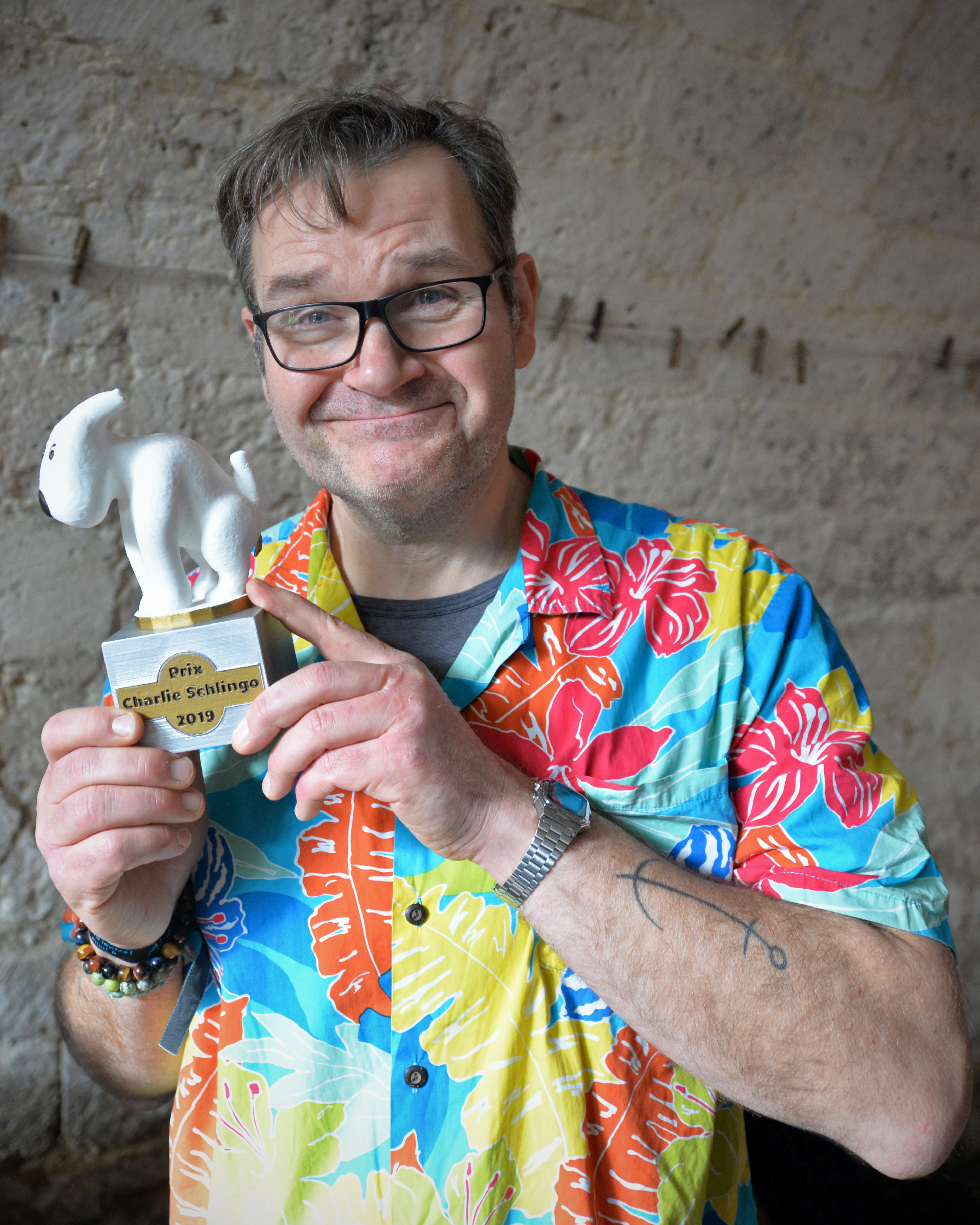
Laurent Houssin, Prix Schlingo 2019.

- Dans le cadre du Off of Off, deux prix sont décernés : 
  - Le prix « Couilles au cul », récompensant le courage des dessinateurs de presse est attribué au dessinateur guinéen Jamonyqueso[11].
  - Le prix Schlingo, parrainé par Florence Cestac, revient à Laurent Houssin pour Tendre enfance.

- Le prix Tournesol, qui récompense un album considéré comme le plus sensible aux problématiques écologiques ou le plus porteur de valeurs comme la justice sociale, la défense des minorités et la citoyenneté, a été remis à Keko et Antonio Altarriba pour Moi, fou qui dénonce les dérives de l'industrie pharmaceutique.

## Déroulement du festival

### Disposition
L'espace Manga, situé place du Champ de Mars les années précédentes, a été transféré près du musée de la bande dessinée pour accueillir davantage d'exposants sur une plus grande superficie.

### Expositions
Musée d'Angoulême
- Richard Corben - Donner corps à l’imaginaire
- Dessiner l'enfance : rétrospective Taiyō Matsumoto

Espace Franquin
- Manara itinéraire d'un maestro de Pratt à Caravage
- Tsutomu Nihei : l'arpenteur des futurs

Musée de la bande dessinée
- Tom-Tom et Nana présentent : tout Bernadette Després
- Jean Harambat – Aller-retour

Médiathèque L'Alpha
- Batman 80 ans : un genre américain démasqué
- La saga de Jérémie Moreau

Hôtel Saint-Simon
- Rutu Modan - un théâtre tragi-comique

Musée du Papier
- Pierre Feuille Ciseaux #6

Pavillon Jeunes talents
- Bien, monsieur

Parvis de l'Hôtel de ville
- 20 ans d’Hippocampe,  concours de bande dessinée à destination des personnes en situation de handicap

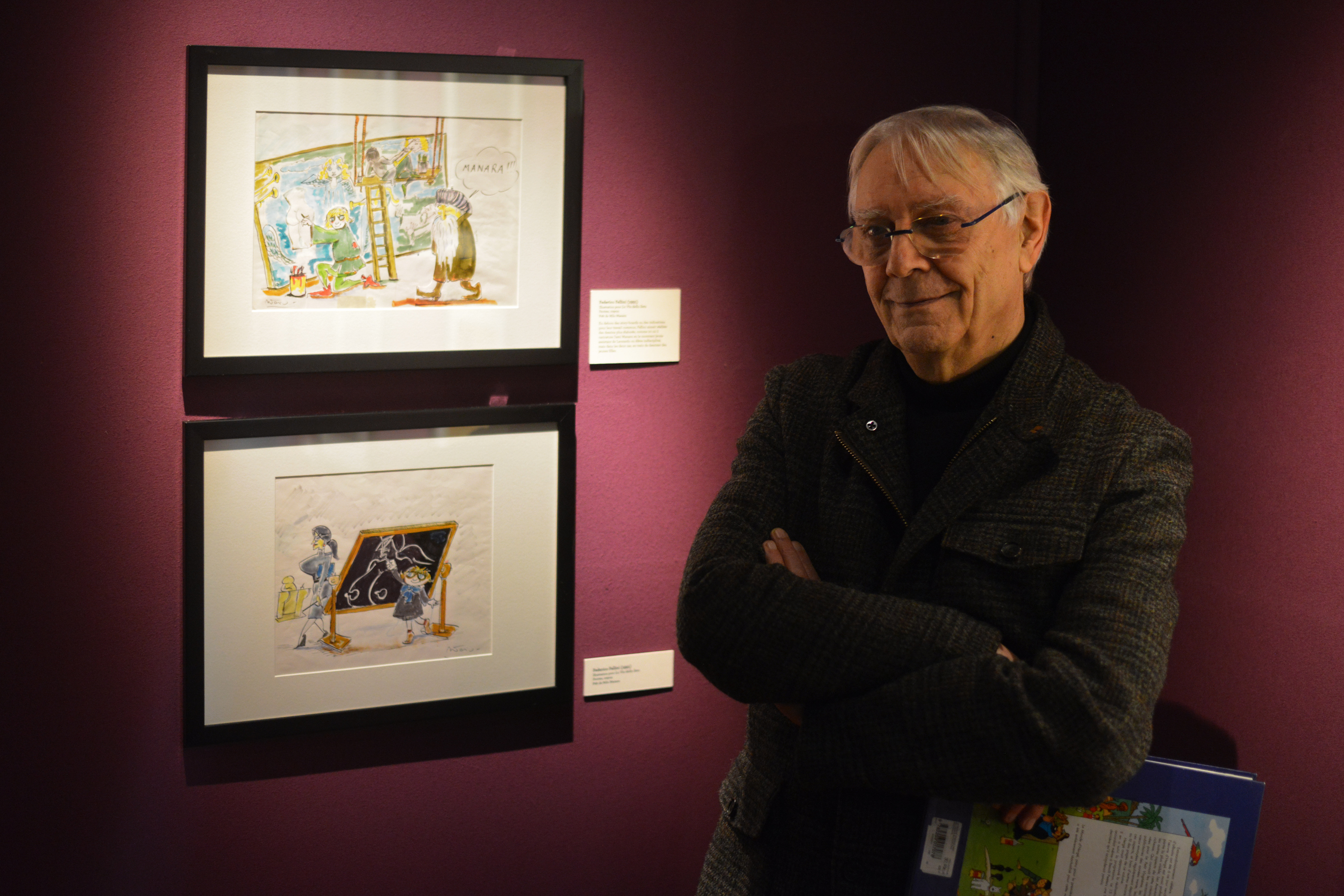
Milo Manara, près des dessins de Fellini le représentant.
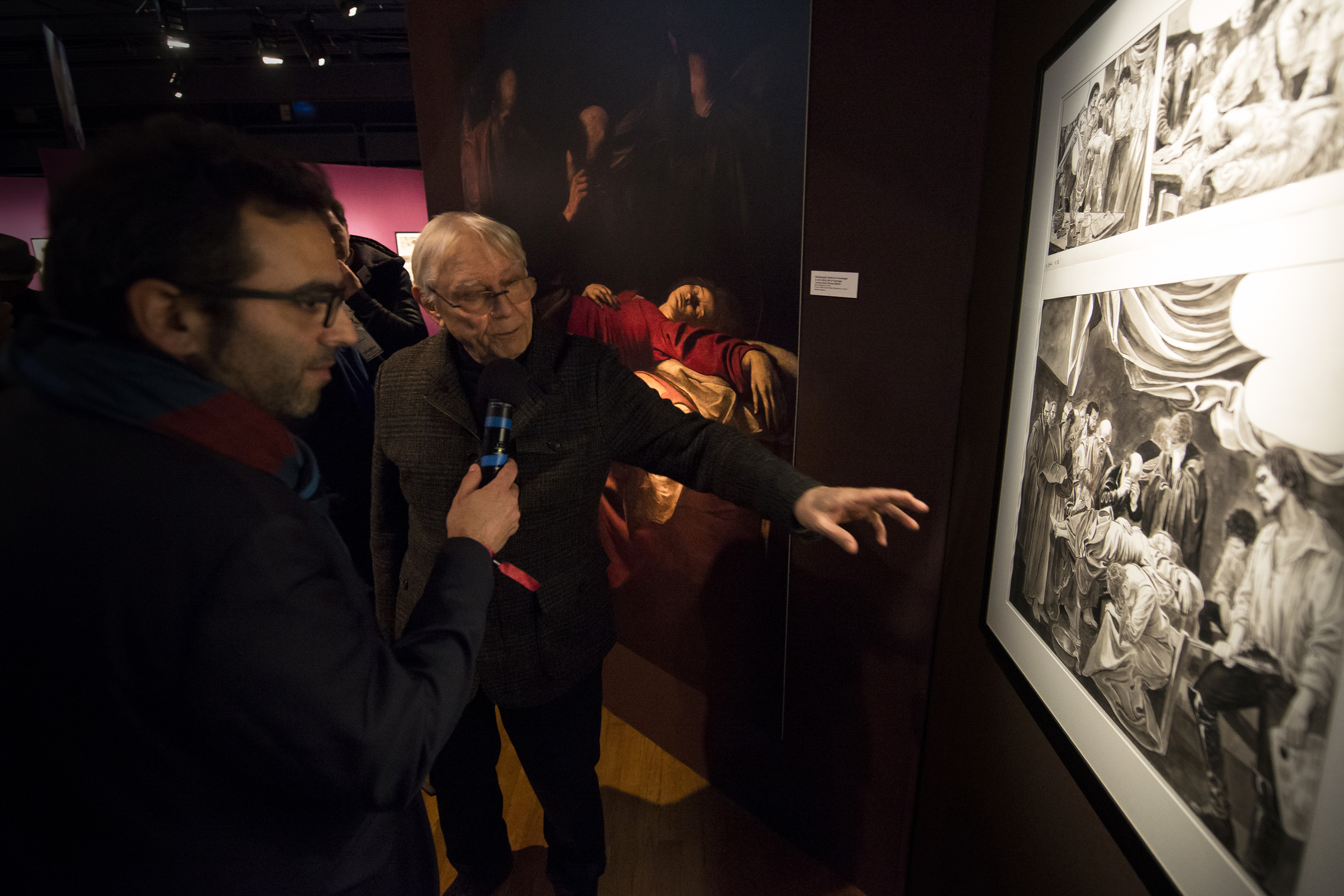
Milo Manara expliquant une planche sur Le Caravage.
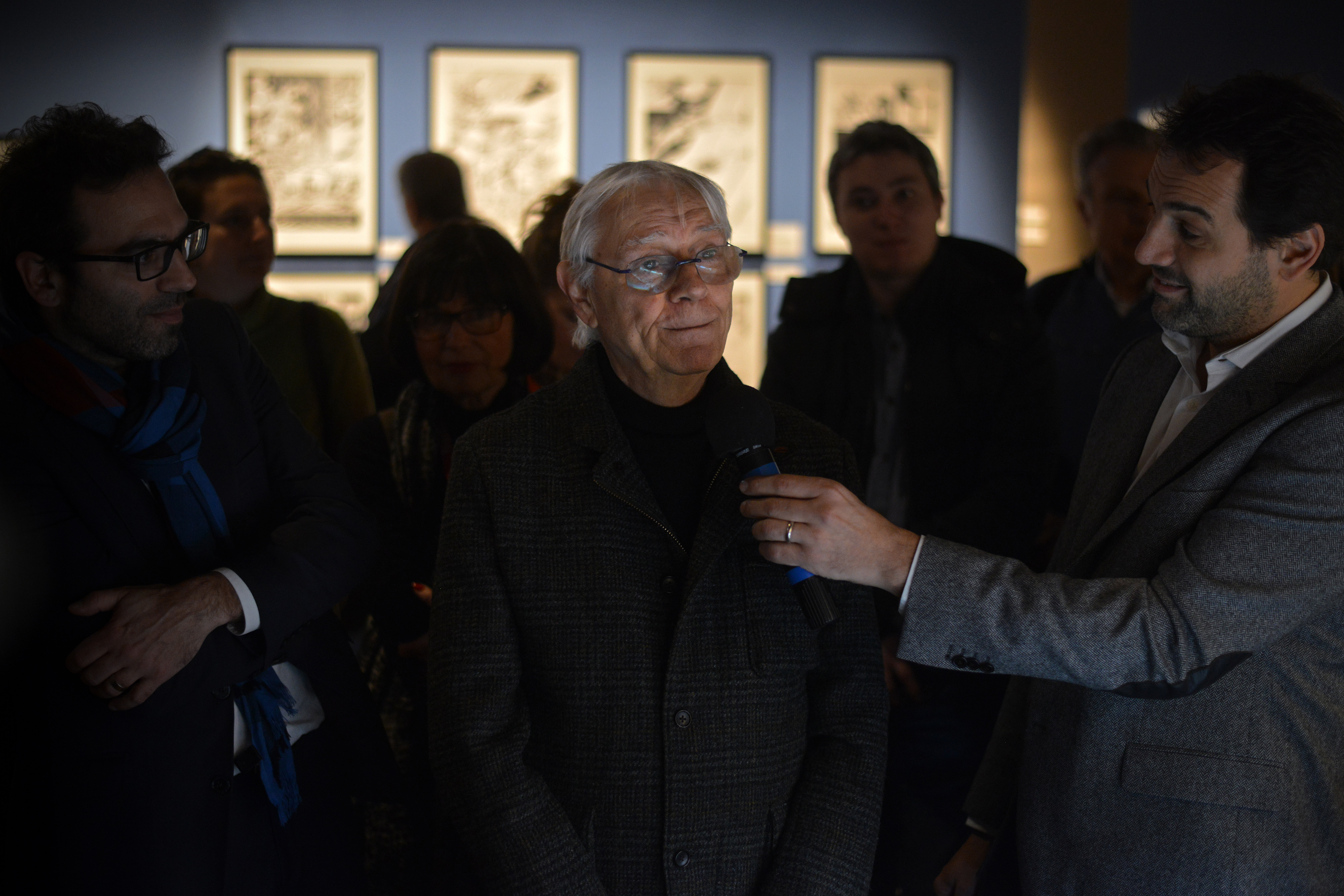
Milo Manara
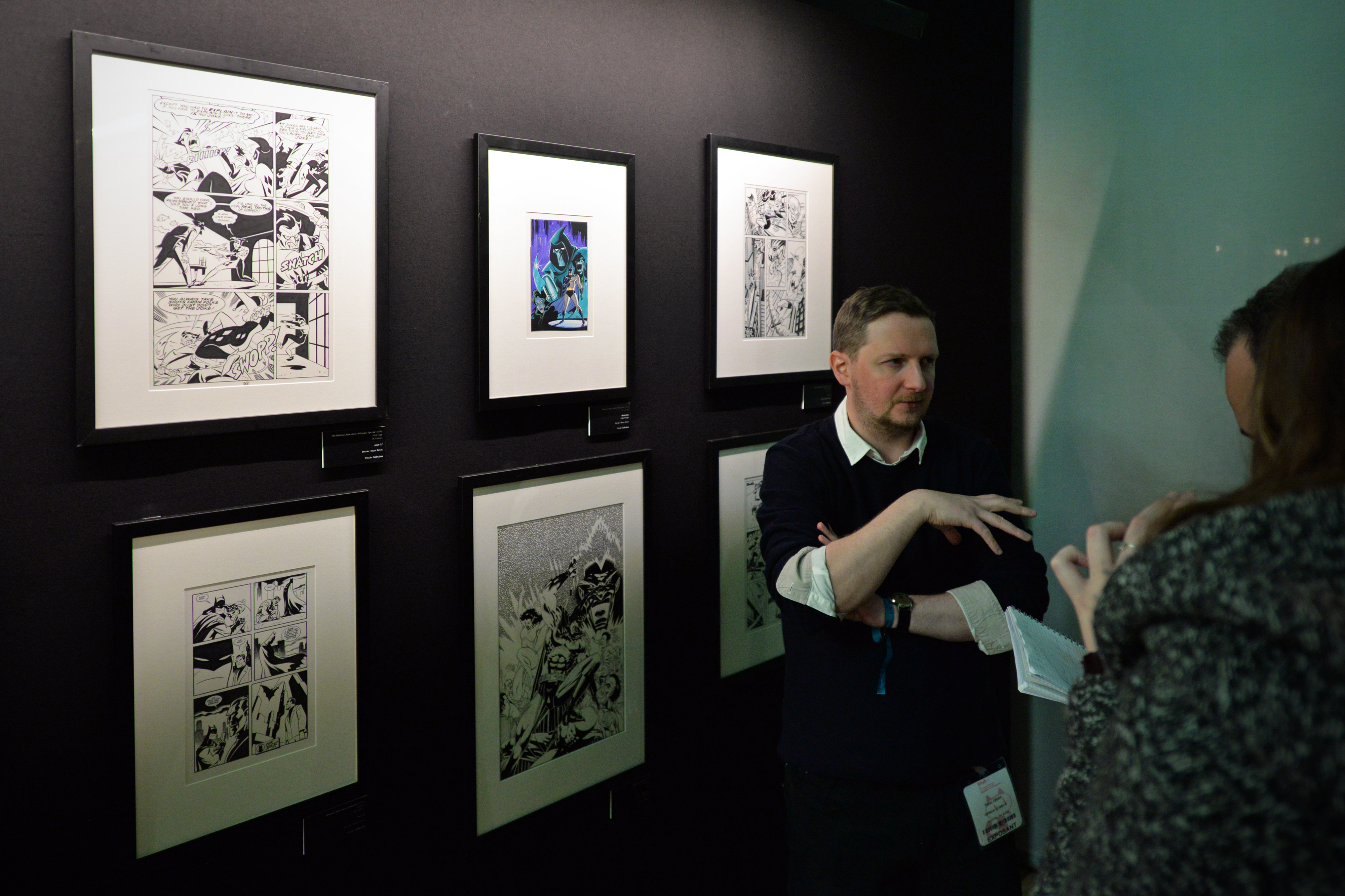
Yann Graf, commissaire de l'exposition Batman.
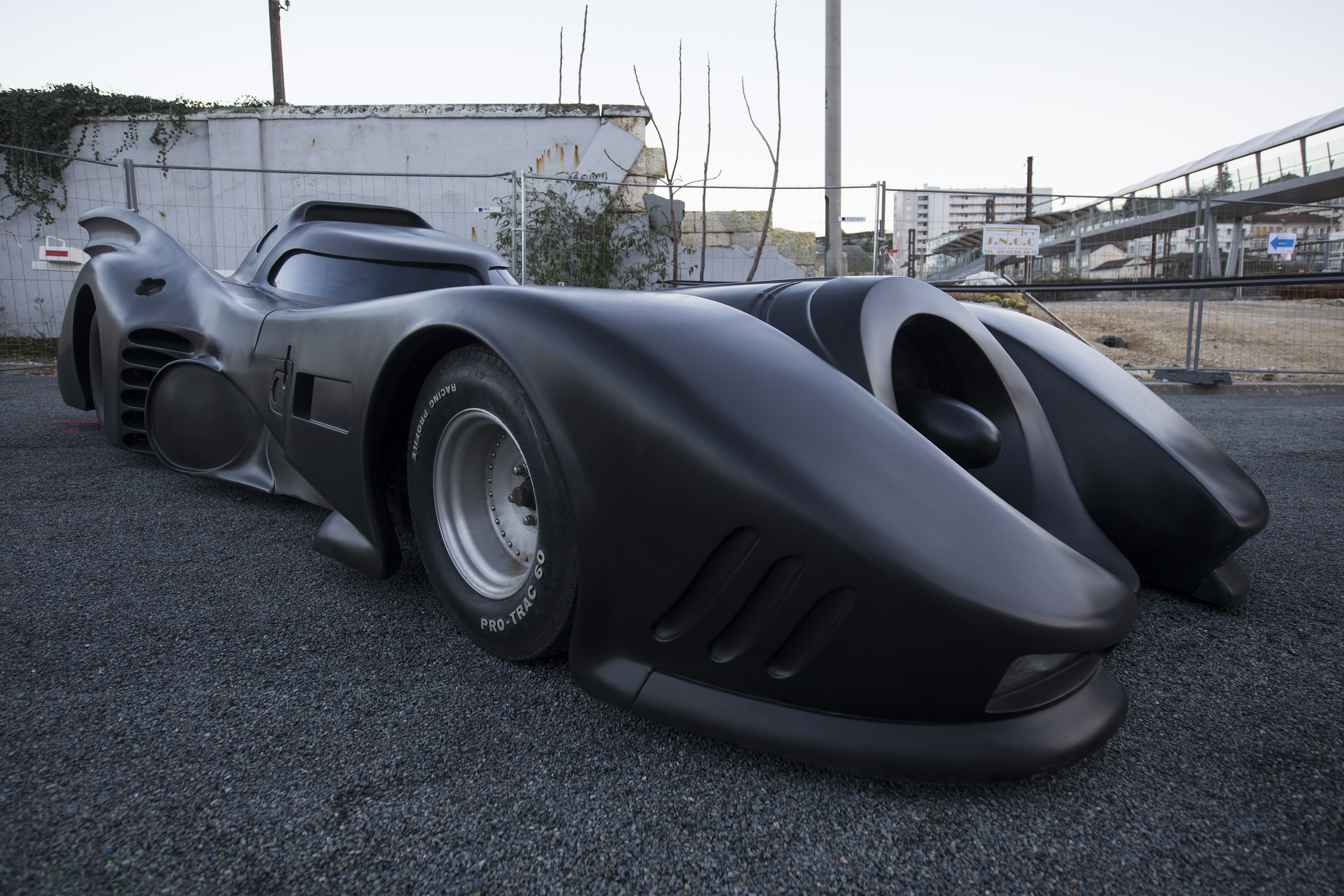
Batmobile exposée devant la médiathèque.

#### Off of Off
- Olivier Besseron,  37 rue Hergé, où étaient également exposés des dessins de Siné.

#### Autres lieux
- Cathédrale Saint-Pierre d'Angoulême : Le mystère de l'icône cachée de Jean Evesque et  Le Voleur d'estampes de Camille Moulin-Dupré

### Spectacles et projections

#### Théâtre d’Angoulême
- Trois représentations du concert de dessins Monstres d’Asie, dessin : Kim Jung Gi, musique : Orchestre de Paris[12].
- Concert dessiné avec le pianiste et compositeur Chassol et le dessinateur Brecht Evens[13].

### Rencontres
Rencontres
- Itinéraire d'un dessinateur avec Jérémie Moreau
- Causerie avec Jean-Christophe Menu
- Magazine Brigida, des femmes qui font de la BD depuis l'Amérique latine avec Sol Diaz et Isabel Molina
- Causerie avec Yannis La Macchia, Samplerman et Simon Roussin
- Bolchoi Arena une BD sous influence avec Aseyn et Boulet
- (À suivre) archives d'une revue
- Un an de BD alternative

Rencontres Jeunesse
- Anders et le Volcan avec Gregory Mackay
- Crevette avec Élodie Shanta
- Spirou ou l'espoir malgré tout avec Émile Bravo

Rencontres du Nouveau Monde
- Comment raconter l'intimité avec Frank Santoro et Joff Winterhart
- Rutu Modan ou le réalisme acide avec Rutu Modan
- Dessiner l'art et les artistes avec Typex et Anna Haifisch
- Sous le vernis des couleurs pop, une famille chahutée avec Émilie Gleason

Rencontres internationales
- Couleur et bande dessinée avec Isabelle Merlet, Jean-Marc Rochette et José Villarrubia
- La Mémoire face au nazisme, avec Nora Krug et Philippe Collin
- Jean Harambat, talent du Sud-Ouest
- Le scénario dans la peau avec Xavier Dorison et Fabien Nury
- Magical Girl of the End avec Kentarō Satō
- Les Aventuriers de la table à dessin avec Matthieu Bonhomme et Christian Rossi
- Zeina Abirached et Mathias Énard
- Un auteur au Paradis, Terry Moore

Masterclasses
- Batman 80 ans un genre démasqué avec Paul Dini, Frank Miller et Jock
- Riad Sattouf
- Taiyō Matsumoto

Rencontres Manga
- Fairy Tail Happy no Daiboken et Buster Keel avec Kenshiro Sakamoto
- Yoshiharu Tsuge un auteur d'exception avec Jean-Louis Gauthey et Daniel Pellegrino

Masterclasses
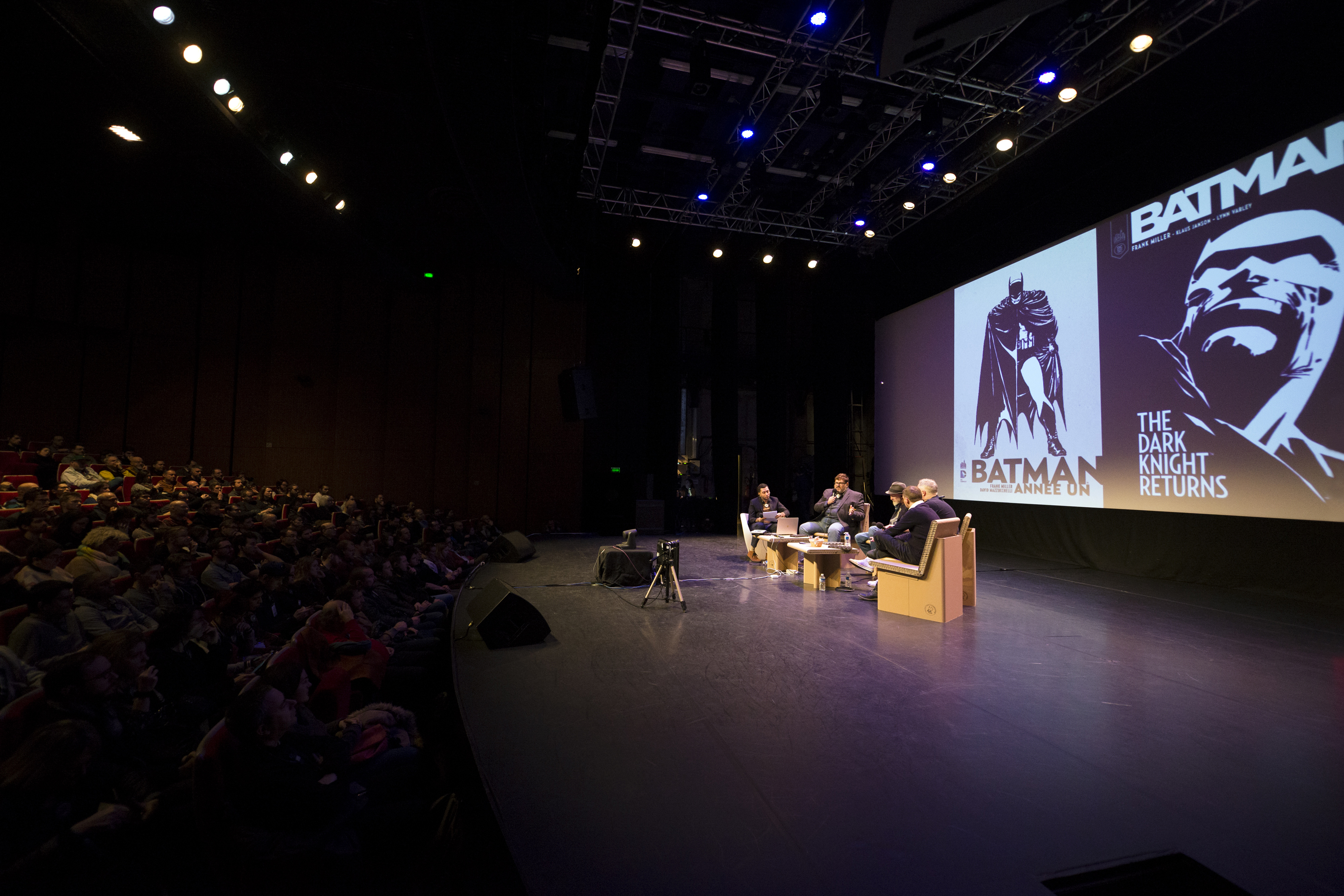
Batman
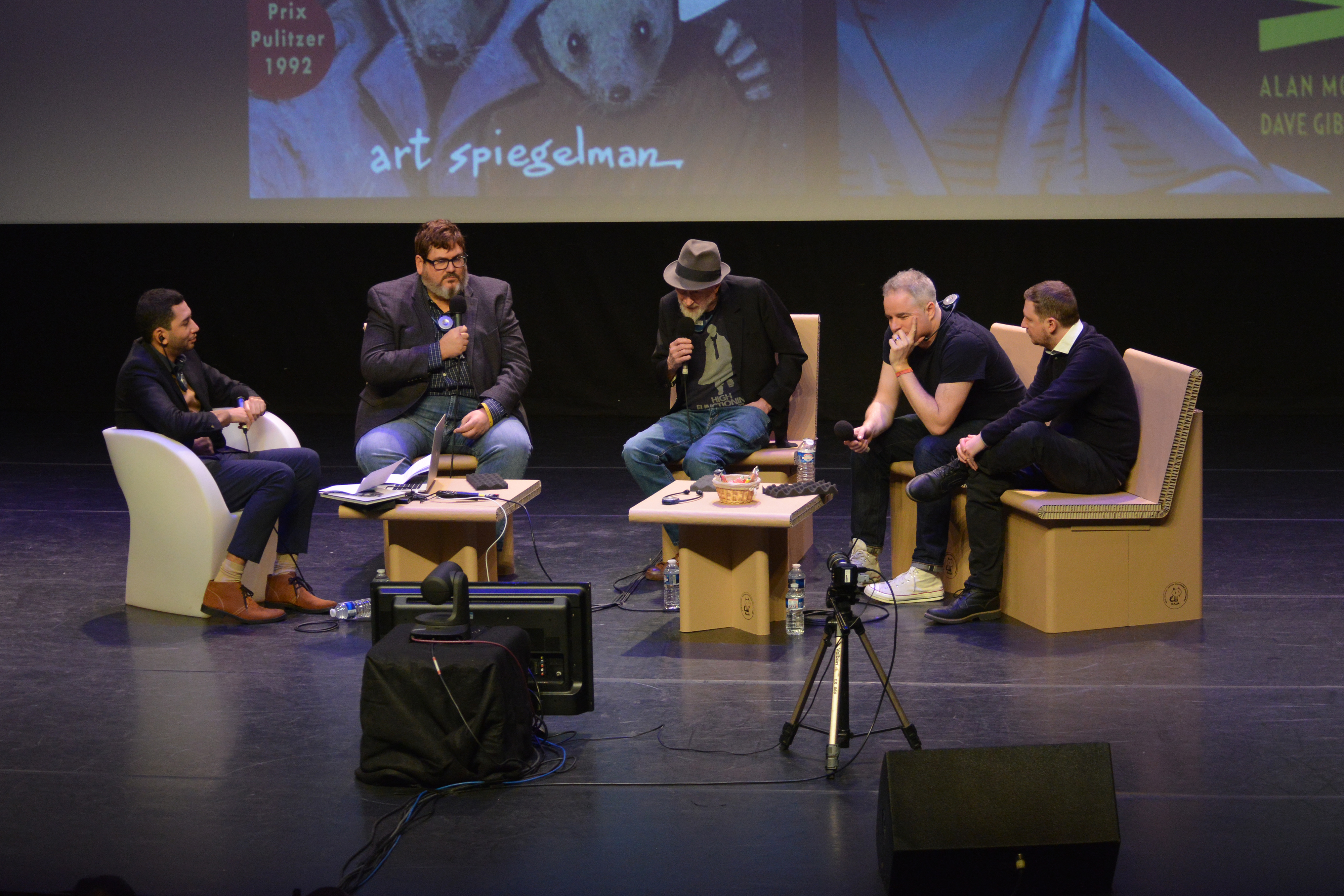
Batman
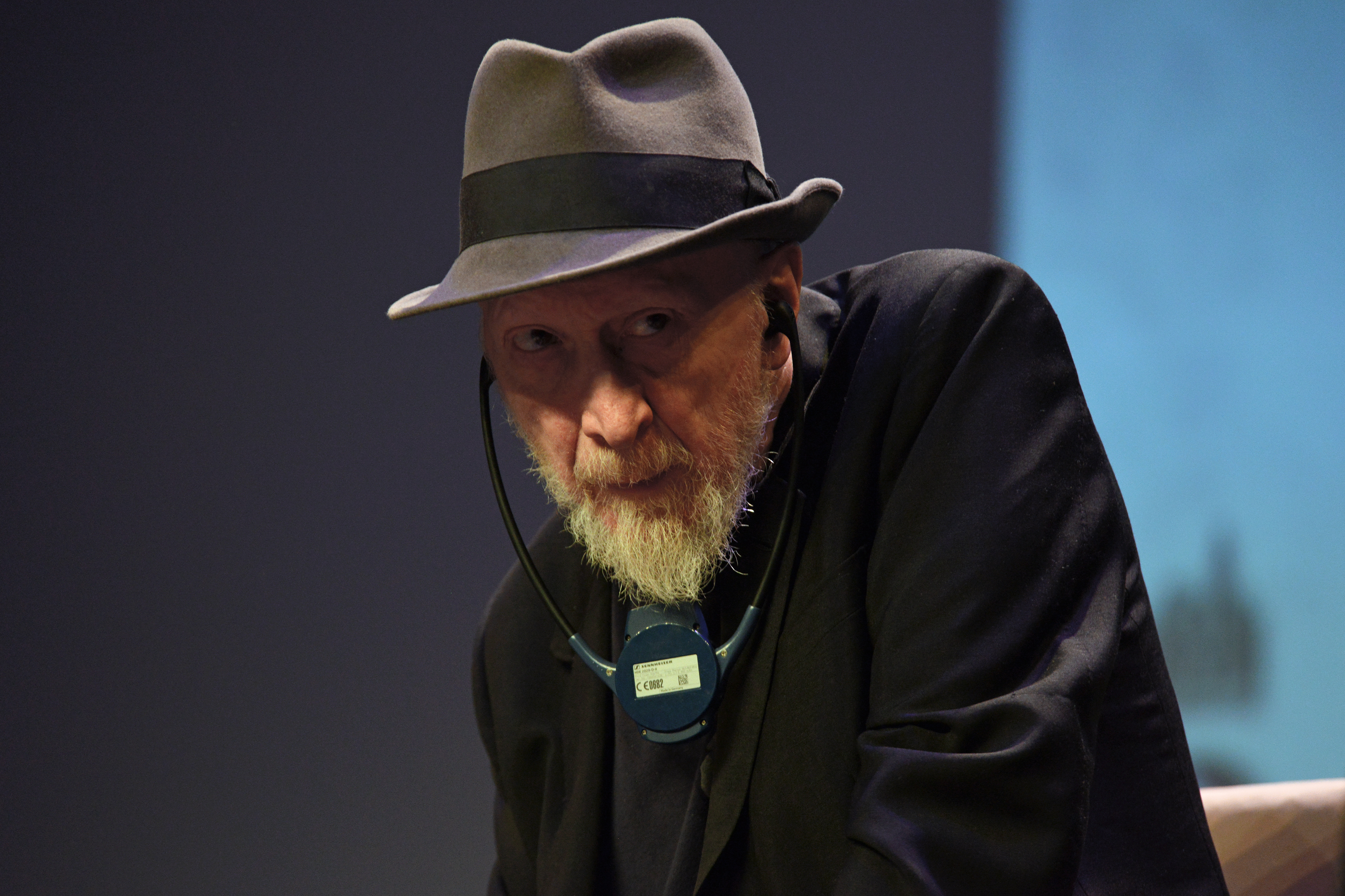
Frank Miller
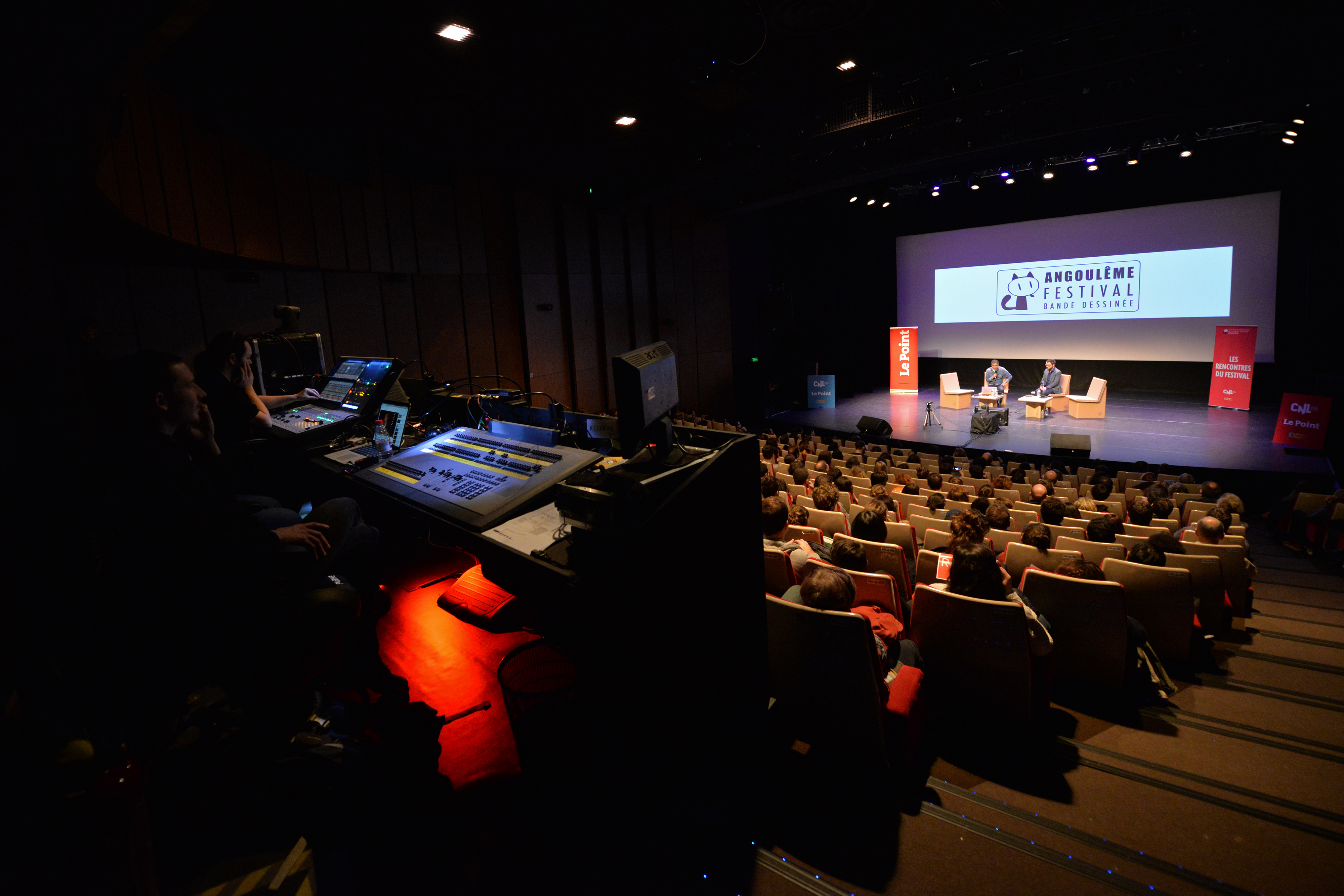
Riad Sattouf
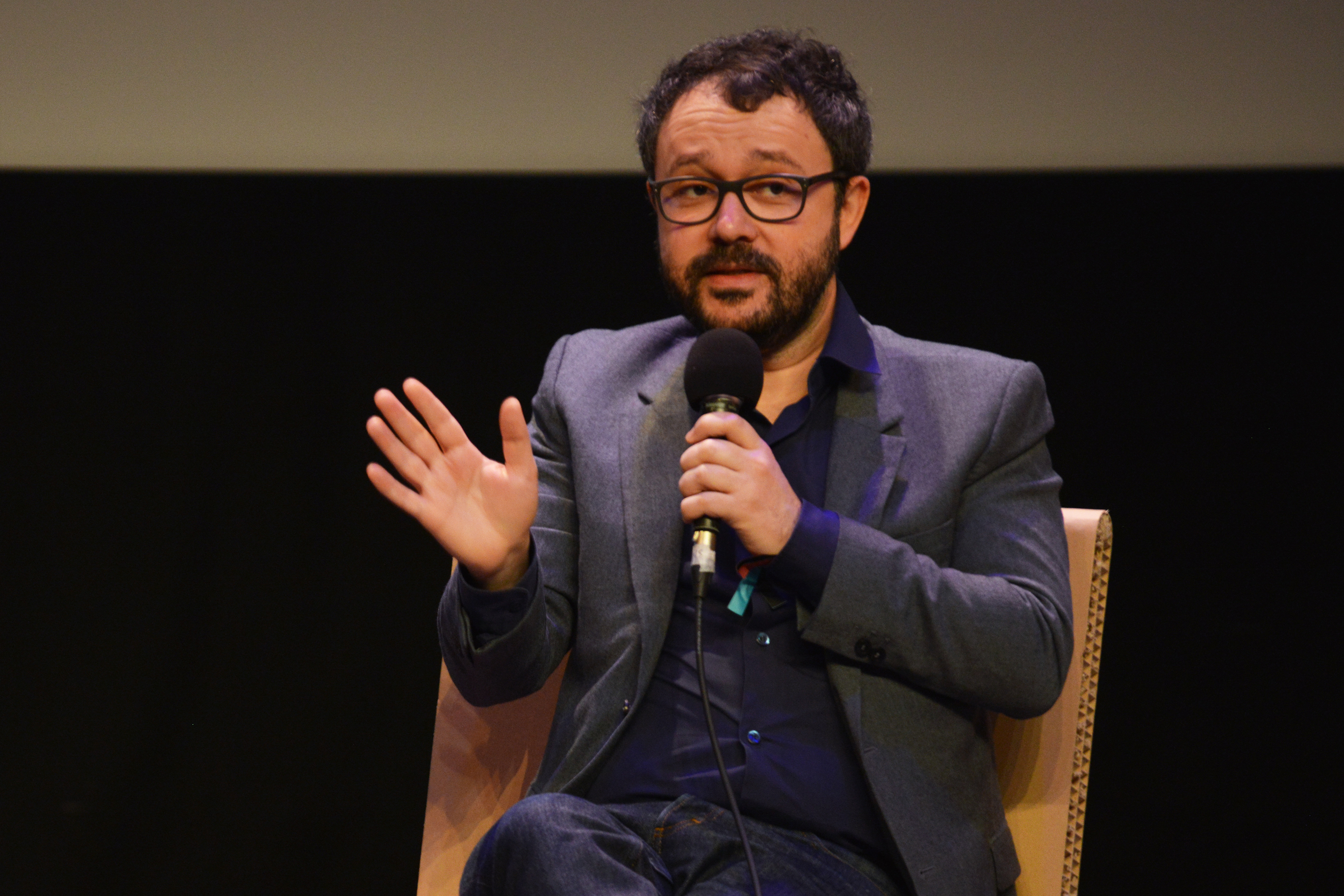
Riad Sattouf
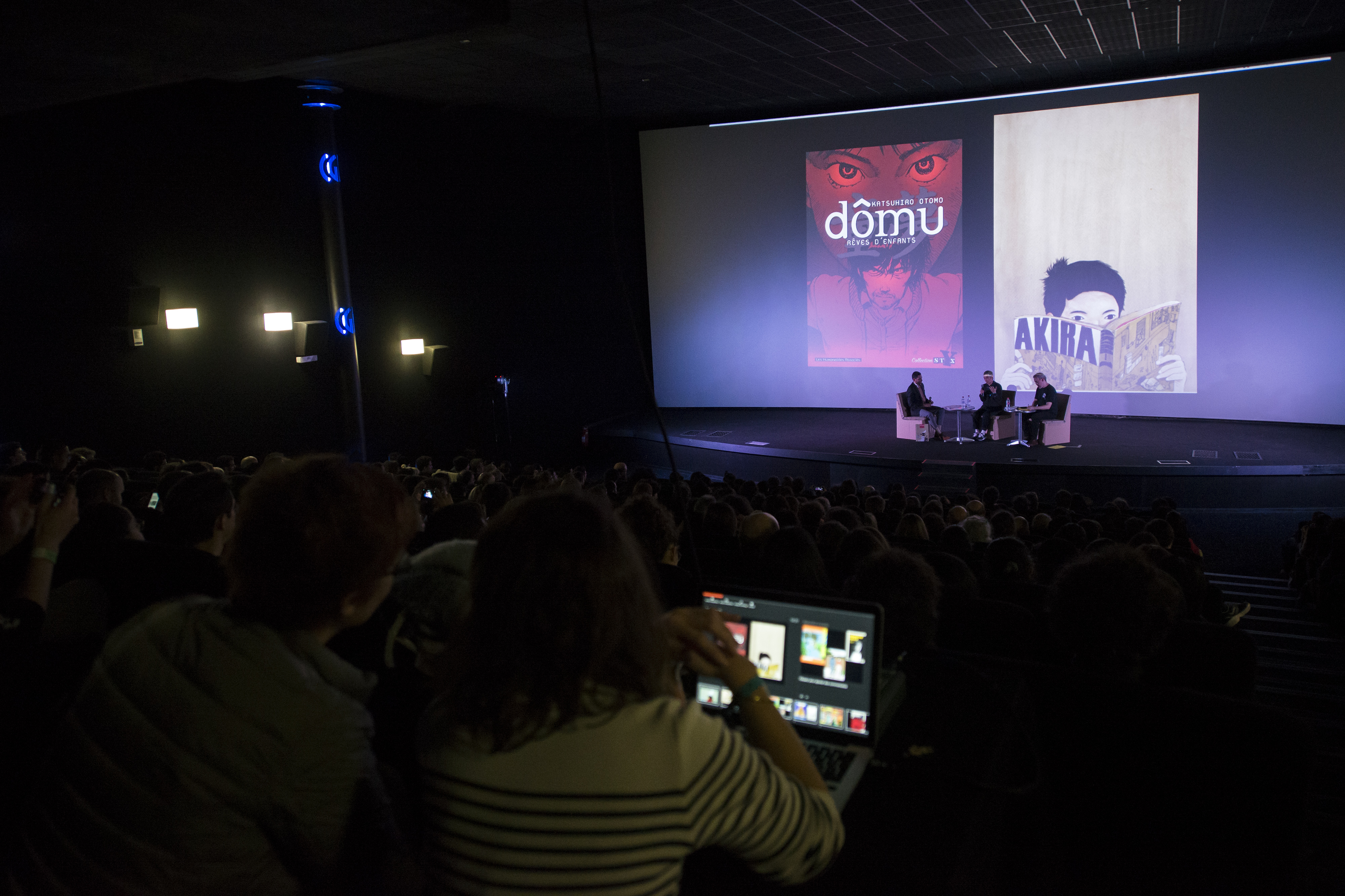
Taiyō Matsumoto
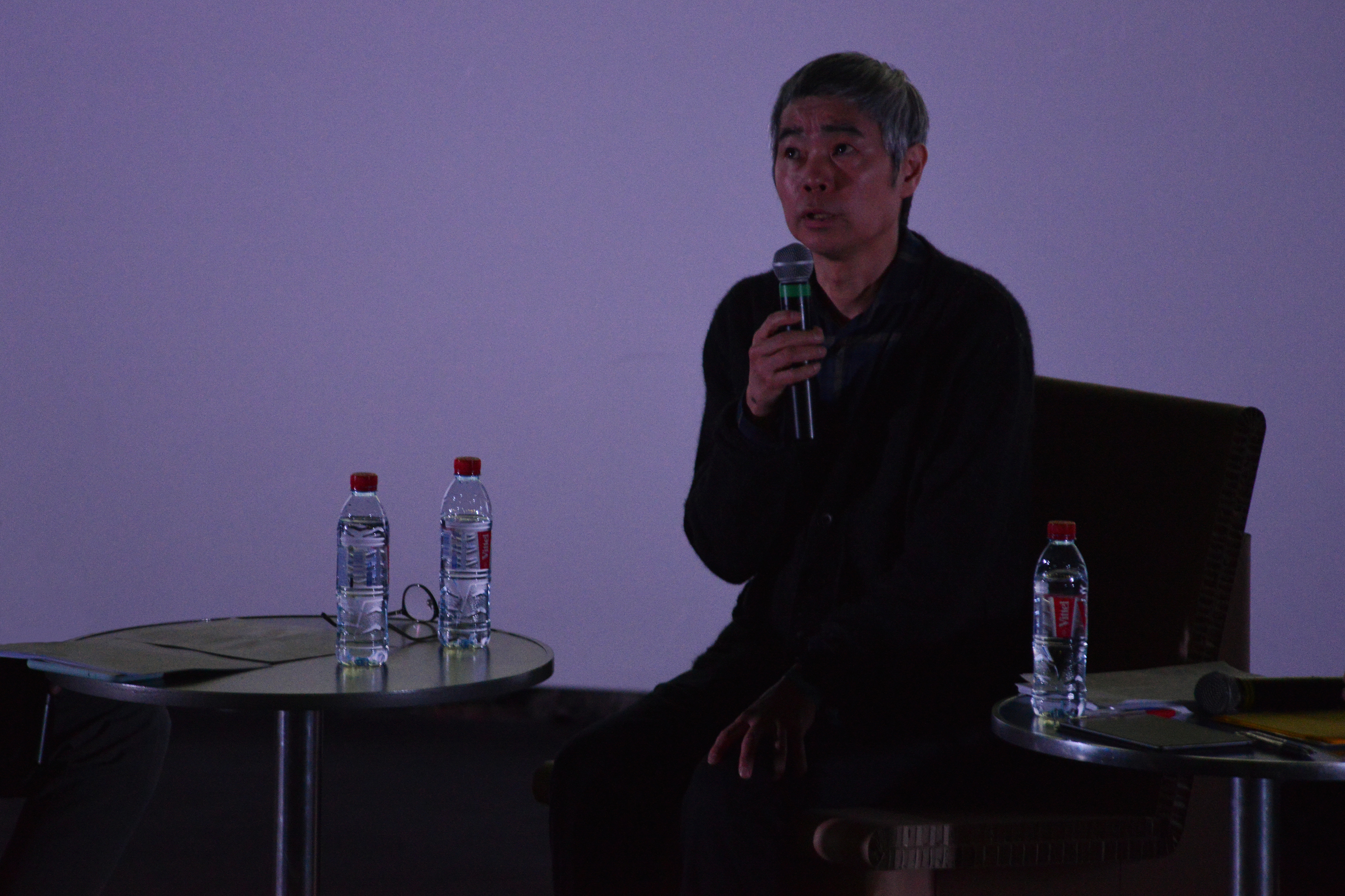
Taiyō Matsumoto

Rencontres du festival
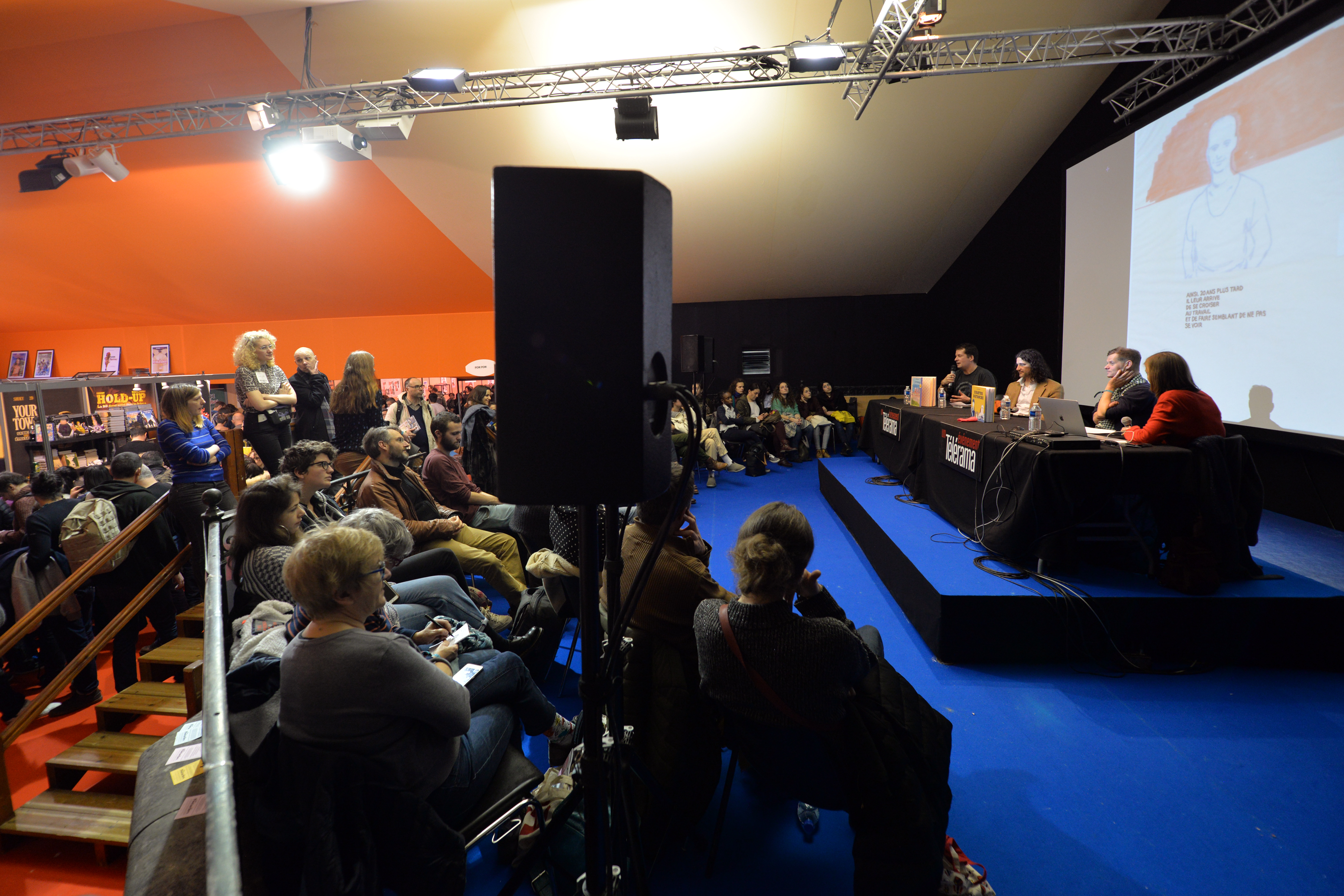
Comment raconter l'intimité
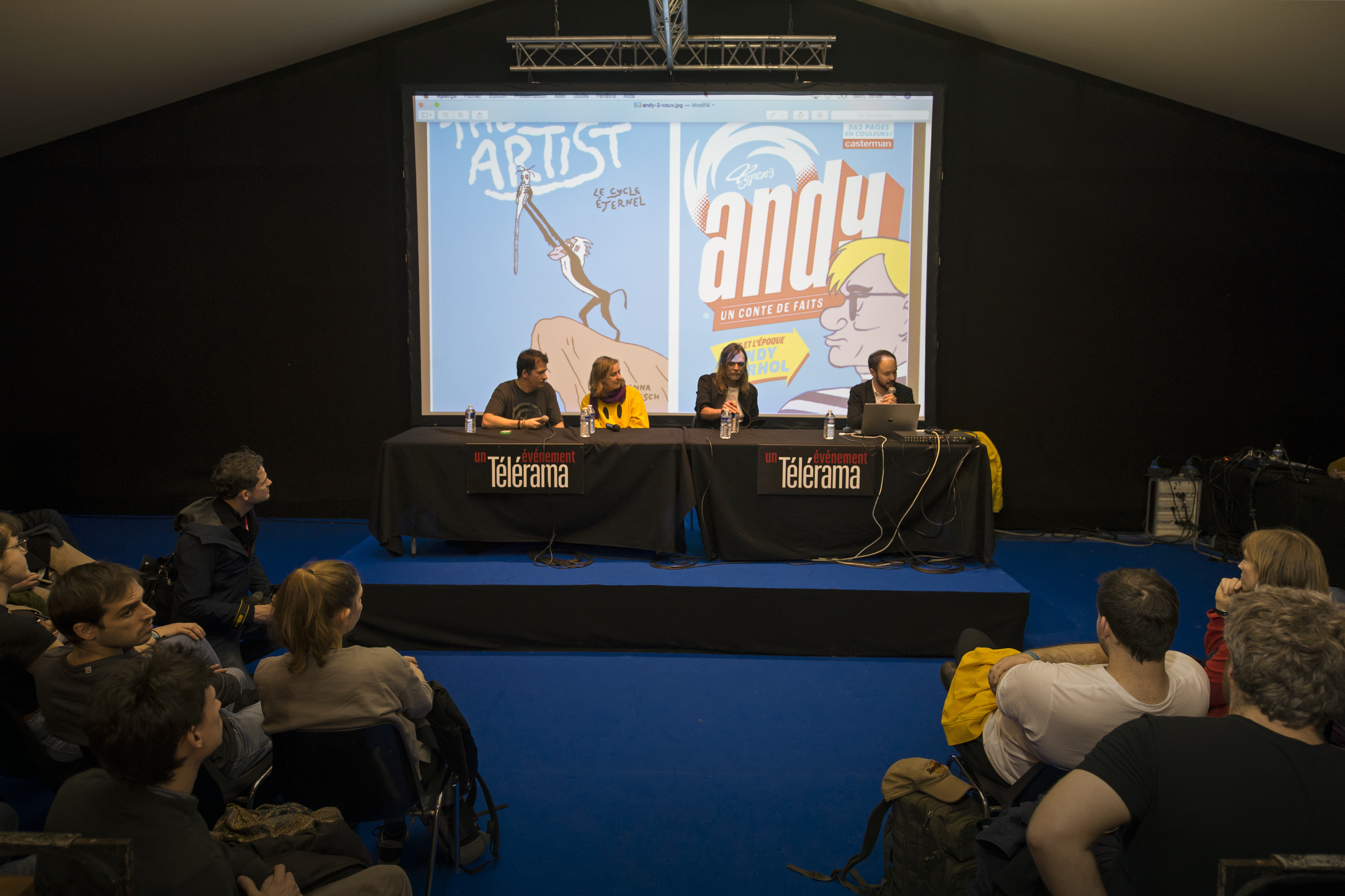
Dessiner l'art et les artistes
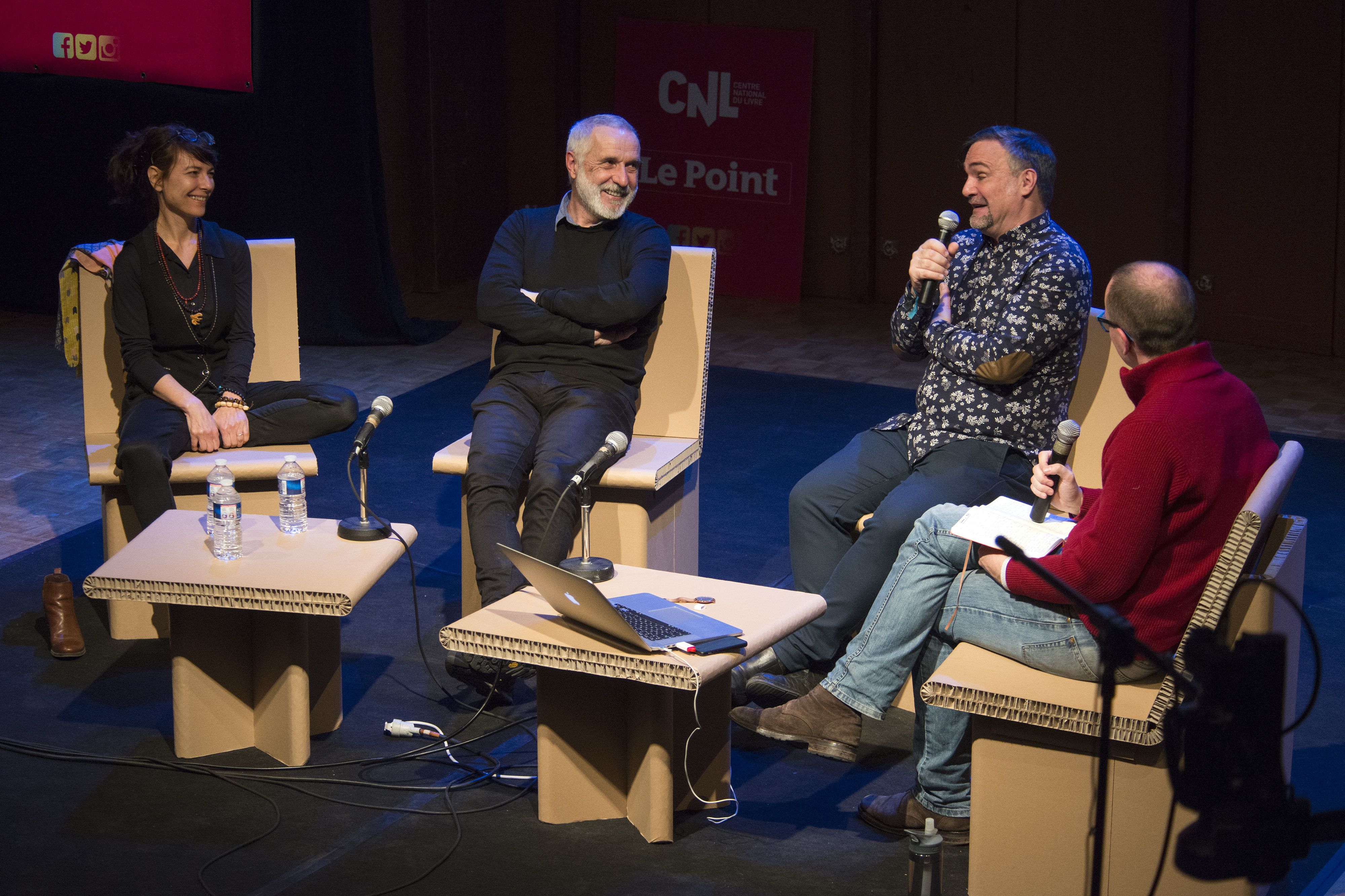
Couleur et bande dessinée
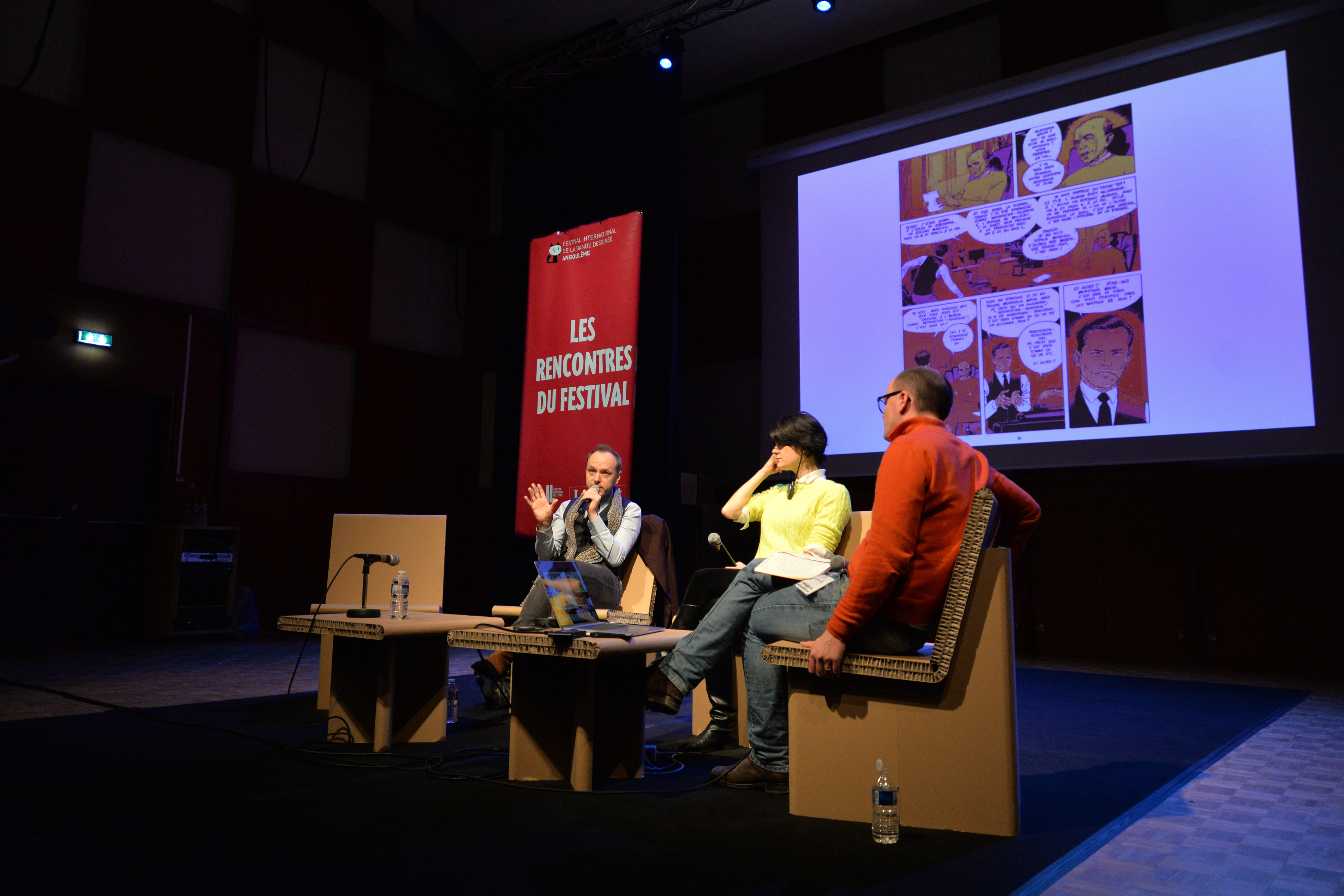
La Mémoire face au nazisme
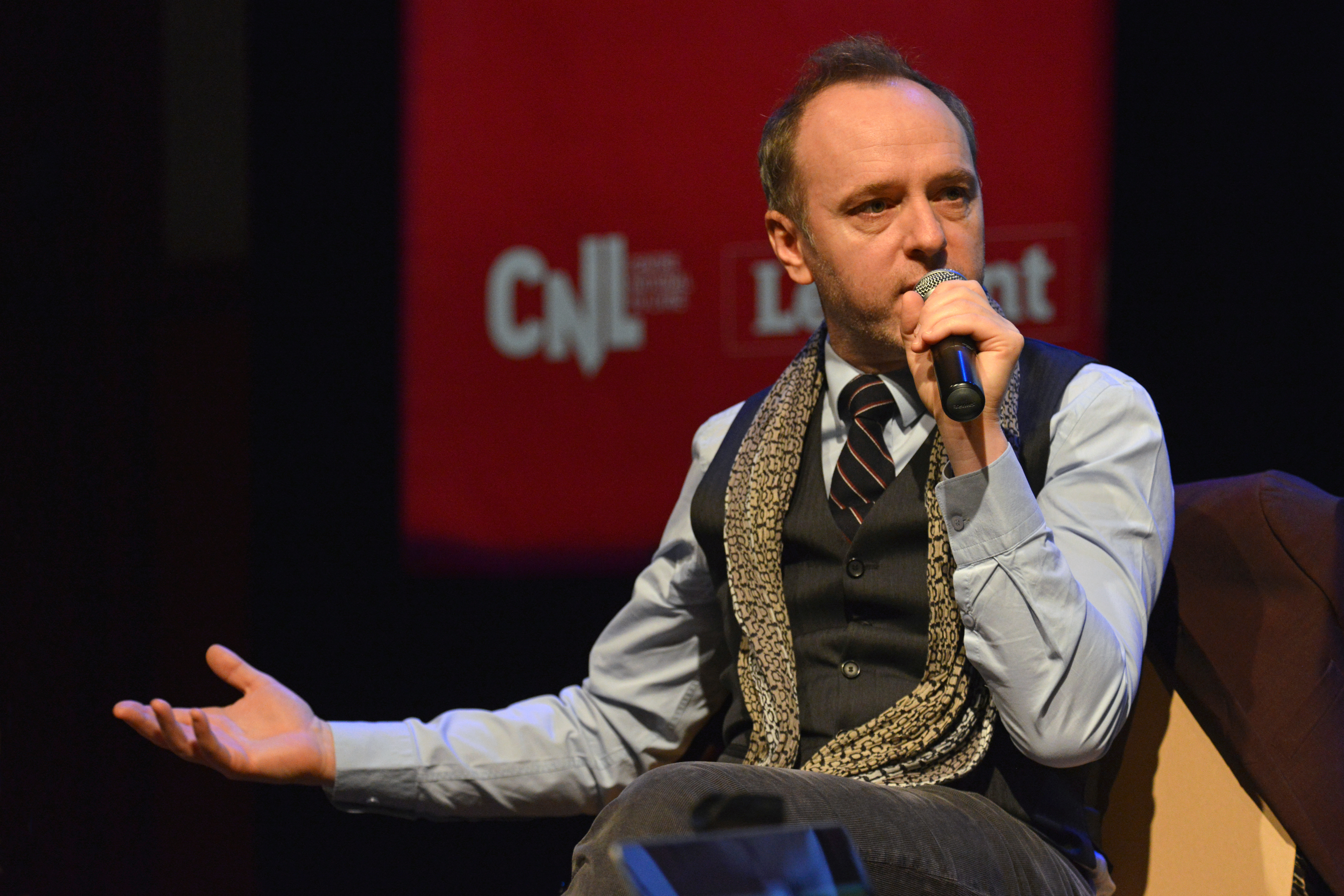
Philippe Collin